# Архітектура Мальти
Мальтійська архітектура бере свій початок ще в доісторичний період, і деякі з найдавніших окремо стоячих споруд на Землі — ряд мегалітичних храмів — можна знайти на Мальті. Острови були колонізовані фінікійцями, пізніше римлянами, які заснували міста Меліта та Гаулос. Хоча це і були великі поселення і, як відомо, мали численні храми, церкви та палаци, мало що збереглося, окрім деяких архітектурних фрагментів.

## Галерея

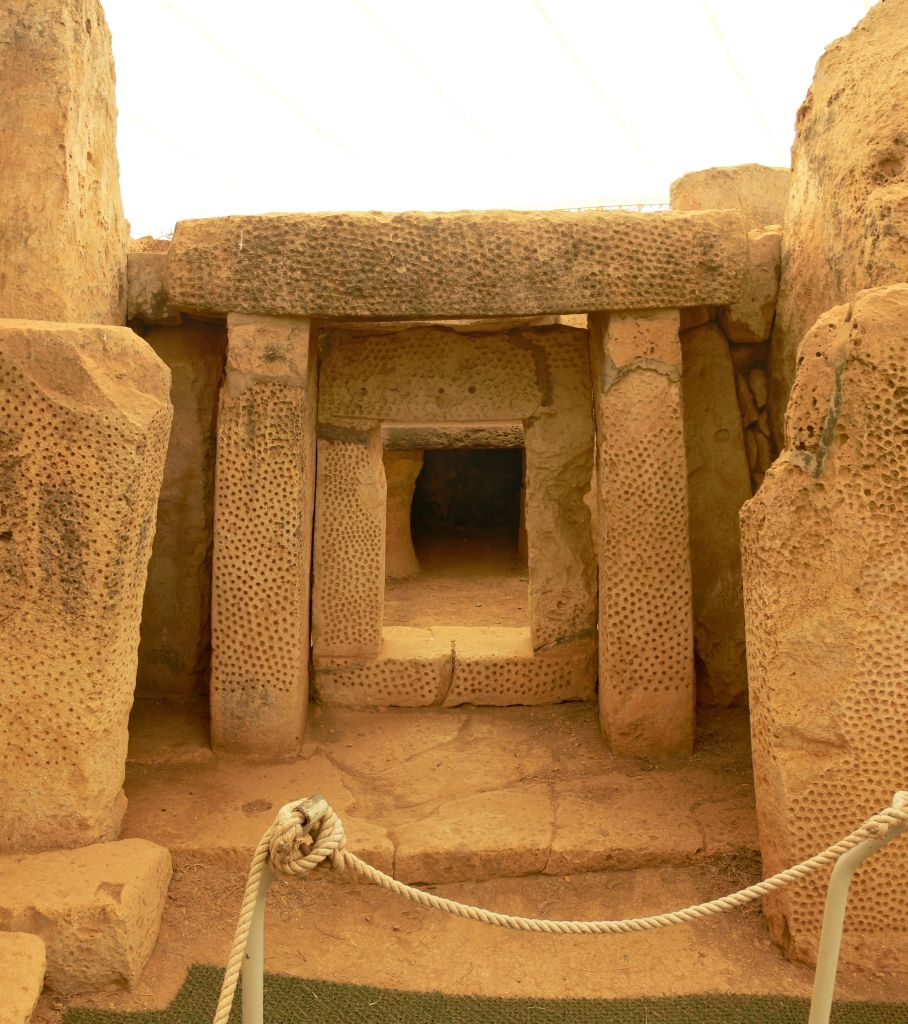
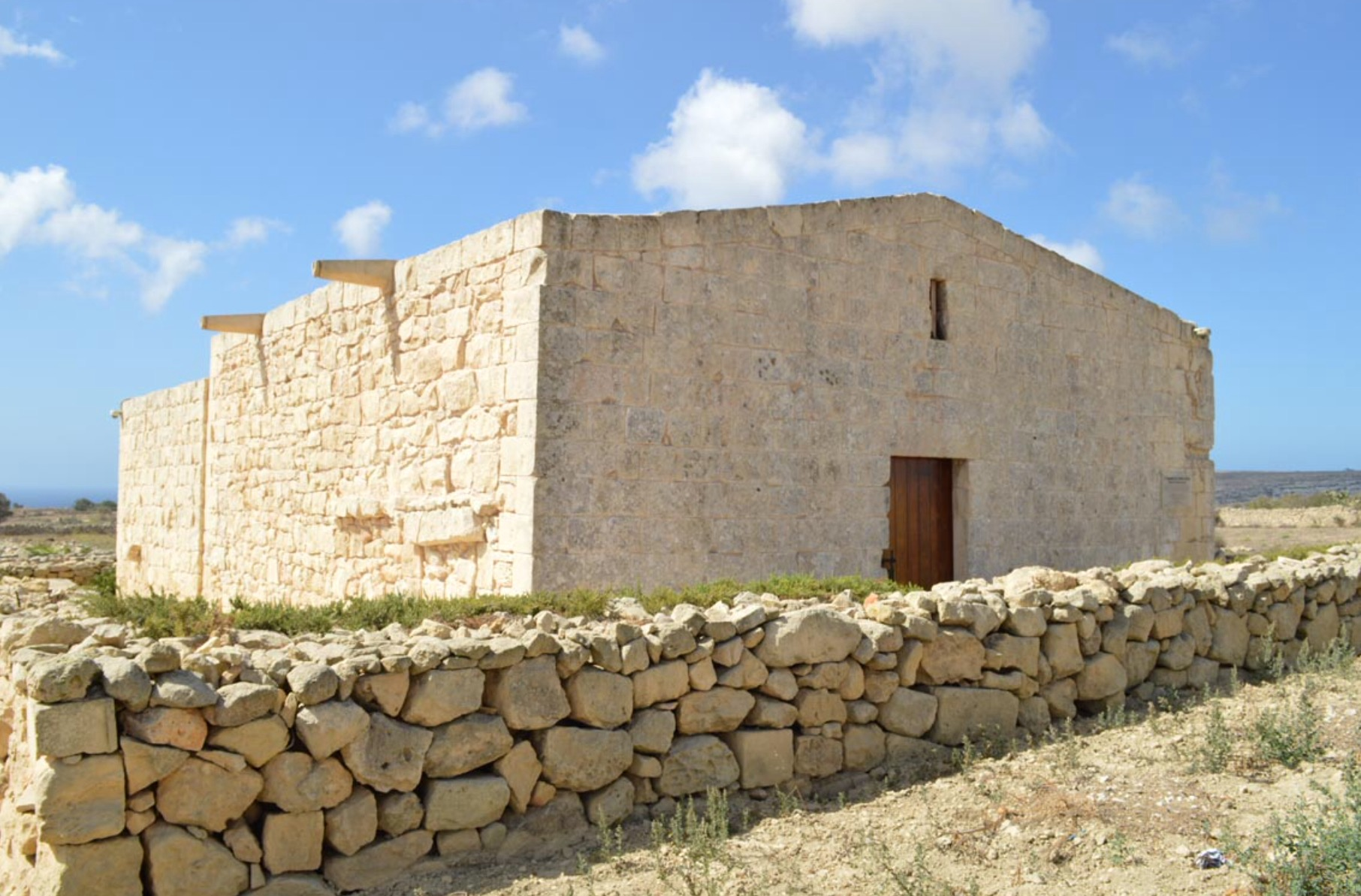
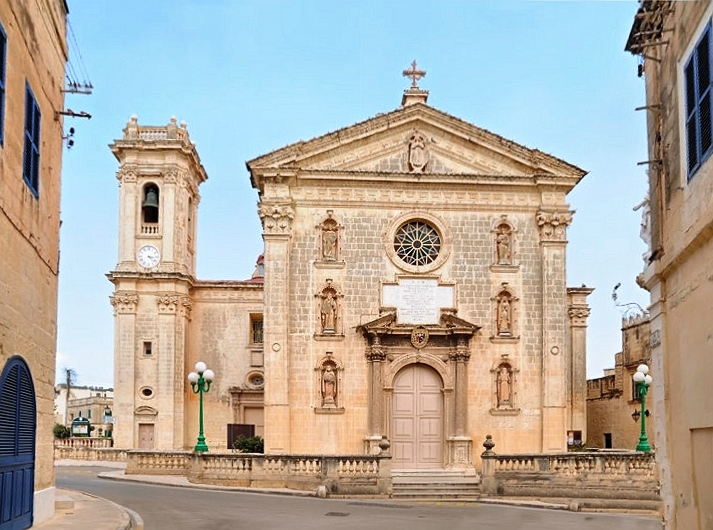
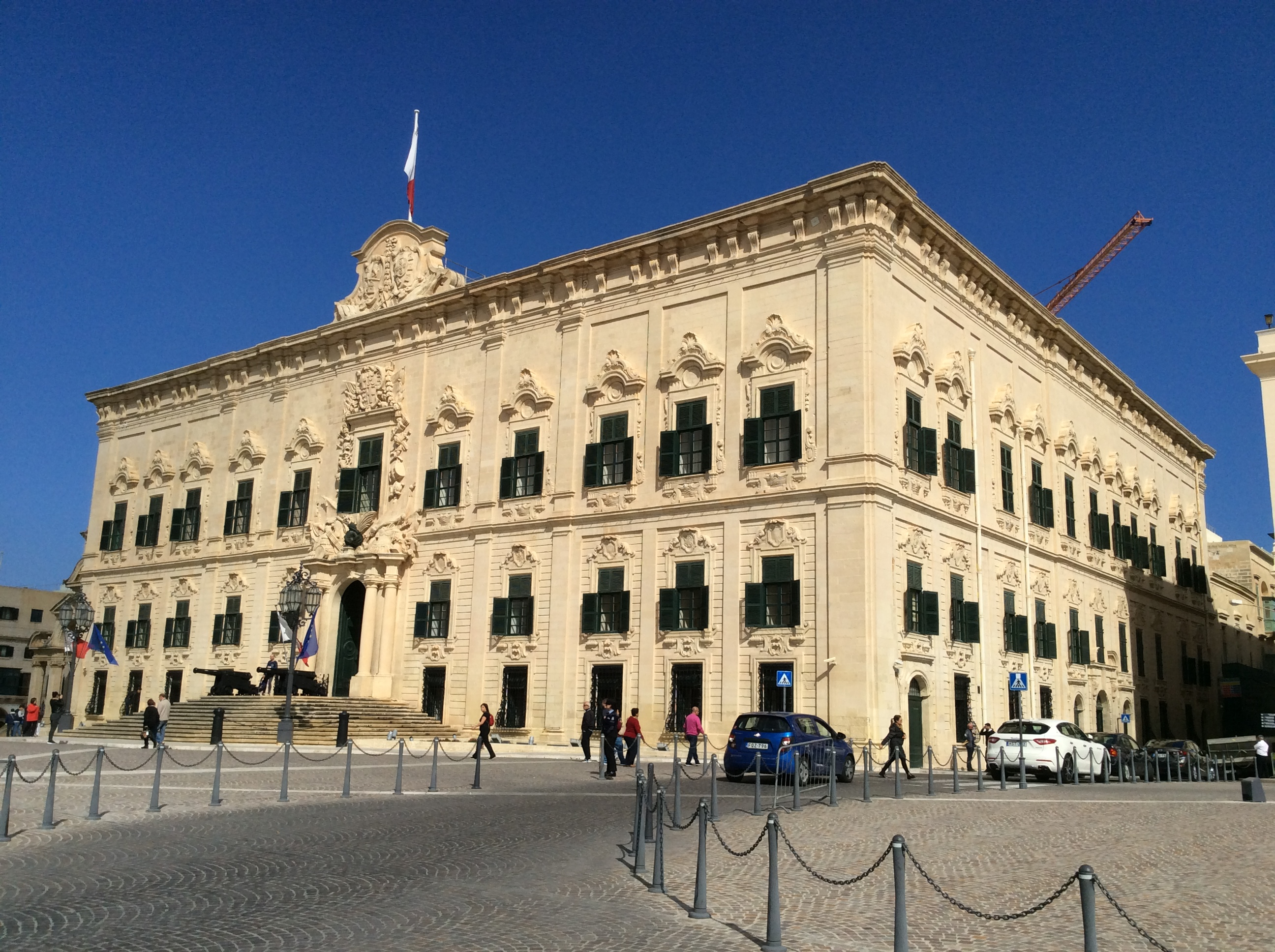
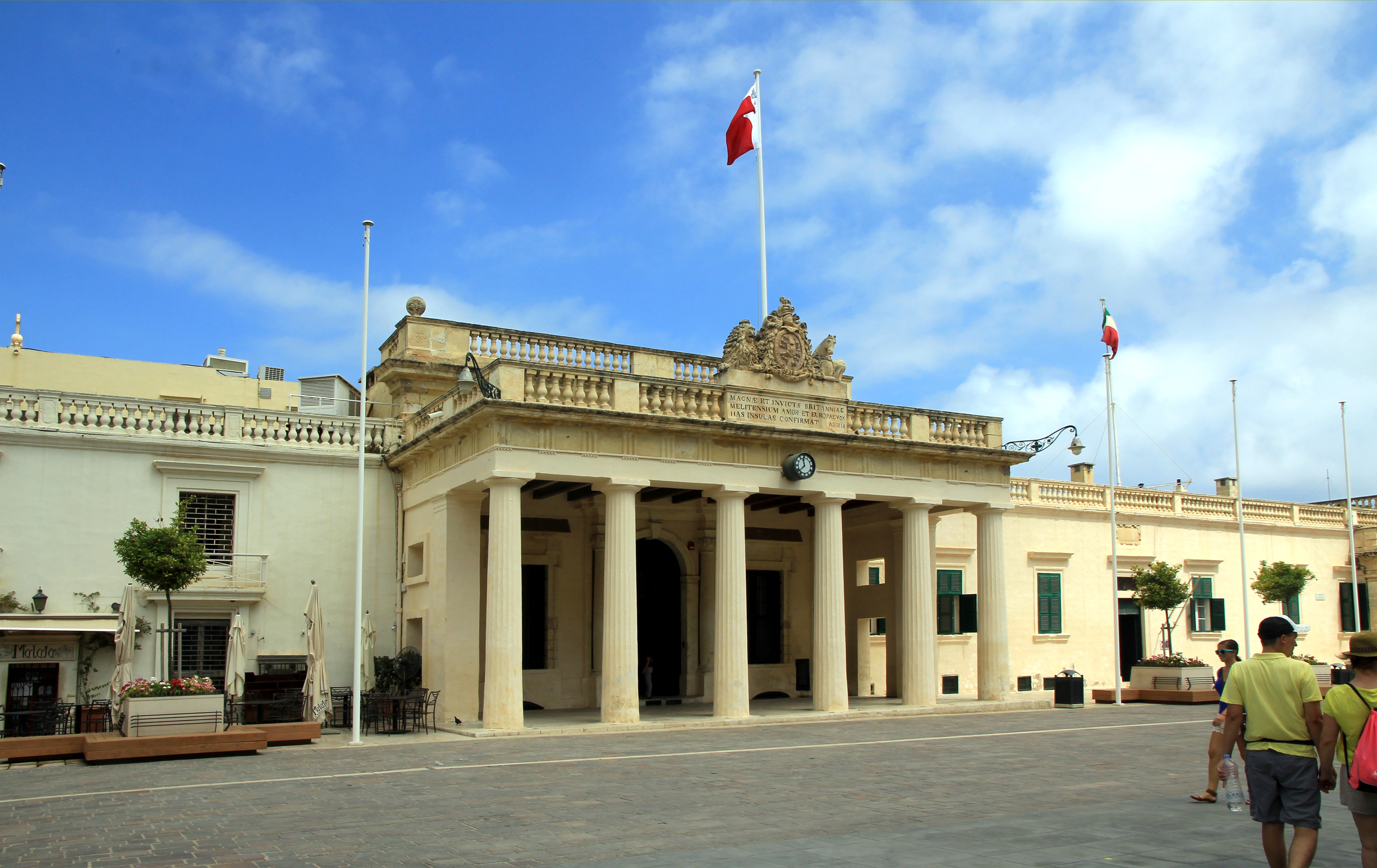
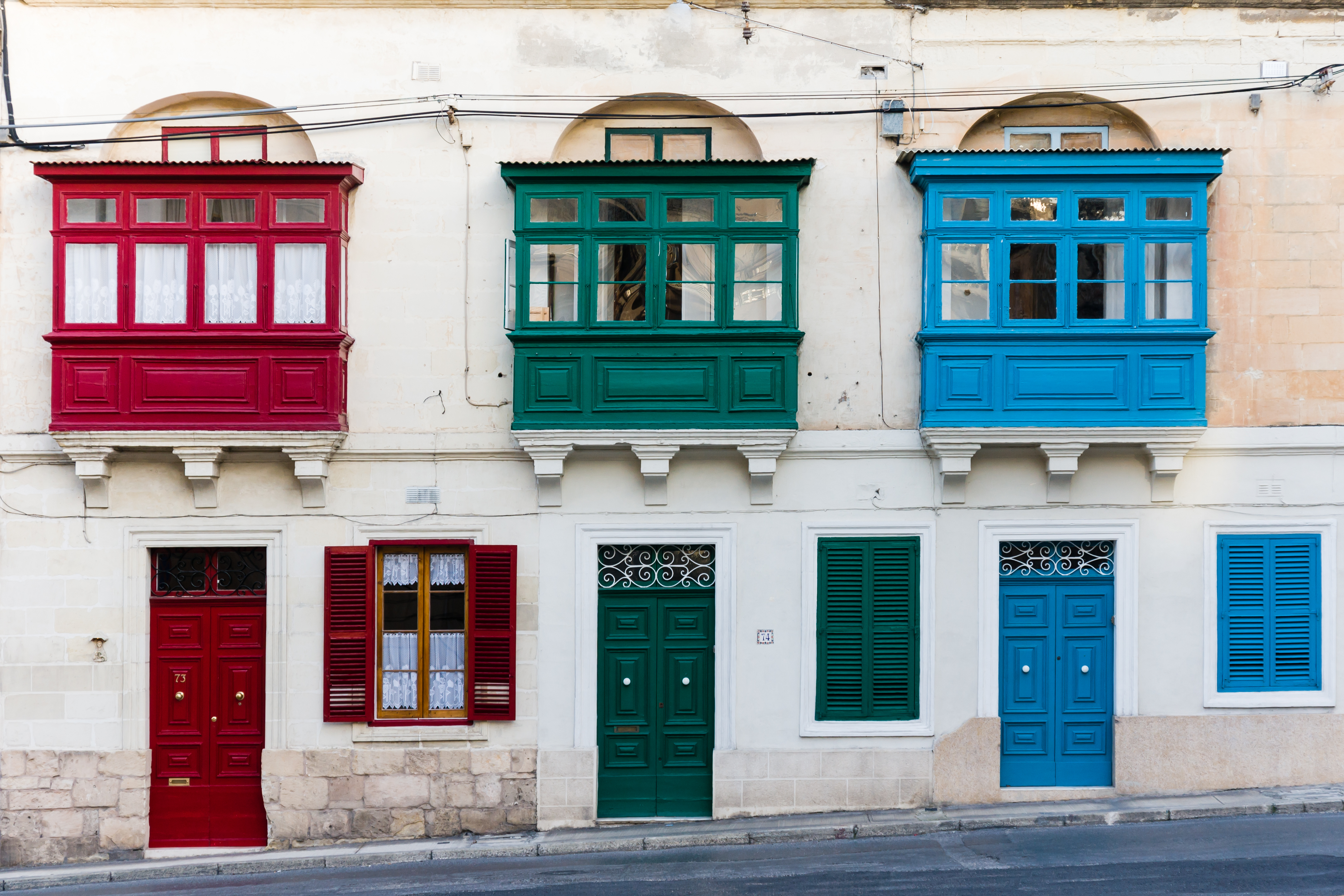
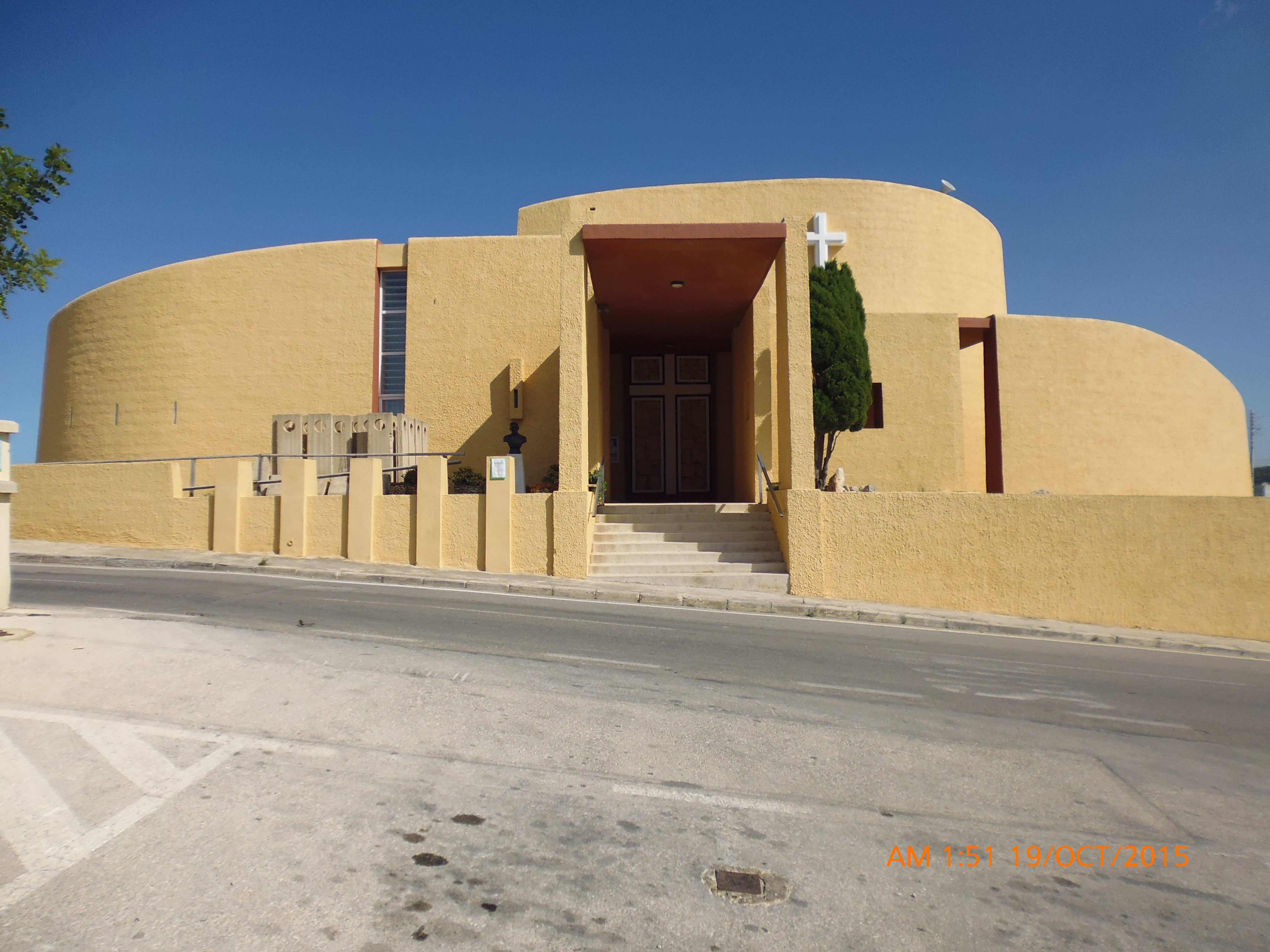
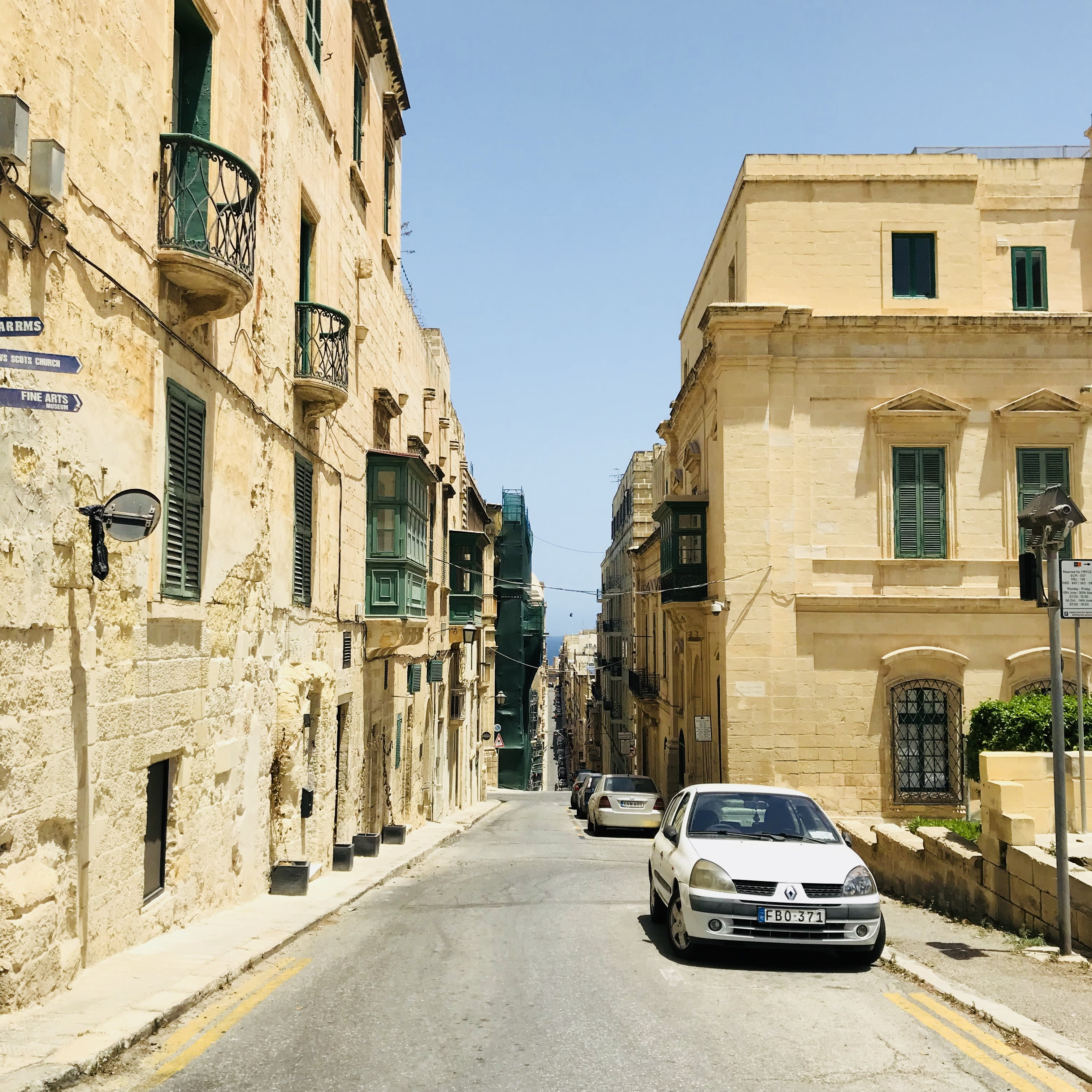

Після падіння Західної Римської імперії Мальта перейшла до Візантійської імперії, до захоплення арабами у 870 році. Практично не збереглося жодного зразка візантійської чи арабської архітектури, хоча араби залишили значний вплив на народну мальтійську архітектуру, яка залишалася популярною в наступні століття. У 1091 році Мальта стала частиною графства, а пізніше Сицилійського королівства, тому на острові були представлені нормандська архітектура та інші європейські стилі. Збереглося відносно небагато зразків середньовічної архітектури, включаючи кілька будівель у Мдіні та Цитаделлі, а також кілька каплиць у сільській місцевості Мальти.
Мальтійська архітектура зазнала найбільшого розквіту під владою Ордену Святого Іоанна з 1530 по 1798 рік. Госпітальєри принесли на Мальту архітектуру епохи Відродження в середині 16 століття, а стиль бароко став популярним приблизно через століття. Протягом двох з половиною століть правління госпітальєрів були засновані нові поселення (зокрема, столиця Валлетта) і побудовано багато церков, палаців і громадських будівель. Орденом також зведено бастіонні укріплення навколо головних міст, окрім ряду прибережних і внутрішніх оборонних споруд.
Ставши частиною Британської імперії у 1800 році, Мальта отримала нові архітектурні стилі, такі як неокласичний та неоготичний, ці стилі були переважними в архітектурі Мальти 19 століття. Для першої половині 20 століття характерні стилі модерн, ар-деко, італійський футуризм, раціоналізм і модернізм.
Мальта пережила будівельний бум після Другої світової війни, який посилився після здобуття незалежності в 1964 році Модерністичний стиль залишався популярним, проте з'явились будівлі у критичному регіоналізмі.

## Доісторична архітектура

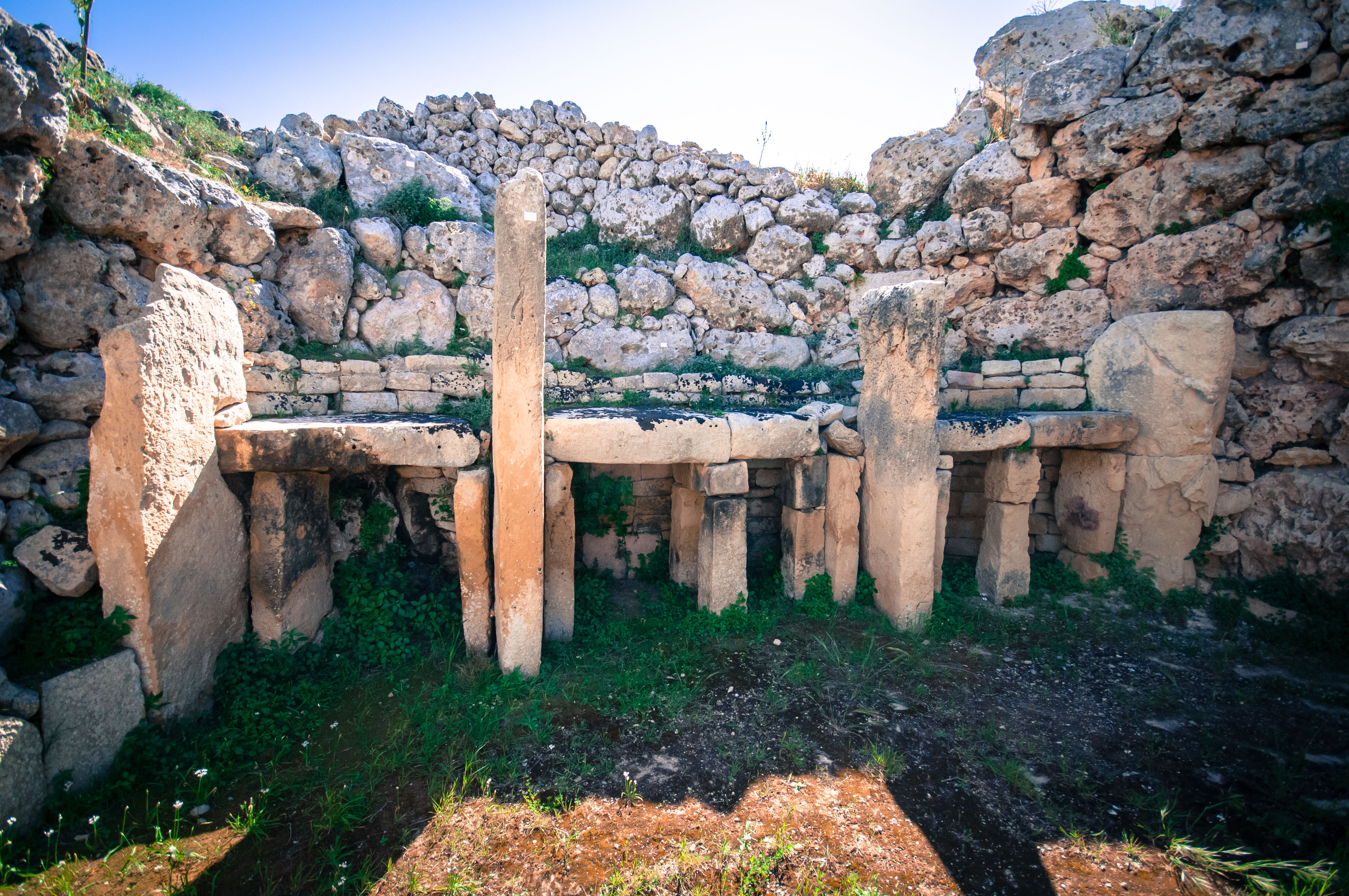
Джгантія

Храми Джгантія (2 храми) були включені до списку Всесвітньої спадщини ЮНЕСКО в 1980 році У 1992 році Комітет ЮНЕСКО розширив існуючий список, включивши в нього 5 ще інших мегалітичних храмів. Це храми Хаджар-Кім (Кренді), Мнайдра (Кренді), Ta' Хаджрат (Mджарр), Скорби (Зеббіе) та Таршіен (Taршіен). Нині об'єктами управляє Мальтійська спадщина, а право власності на навколишні землі залежить від об'єкта.
Окрім названих вище храмів, на Мальті є й інші мегалітичні храми, які не включені до списку Всесвітньої спадщини ЮНЕСКО.

## Римська архітектура

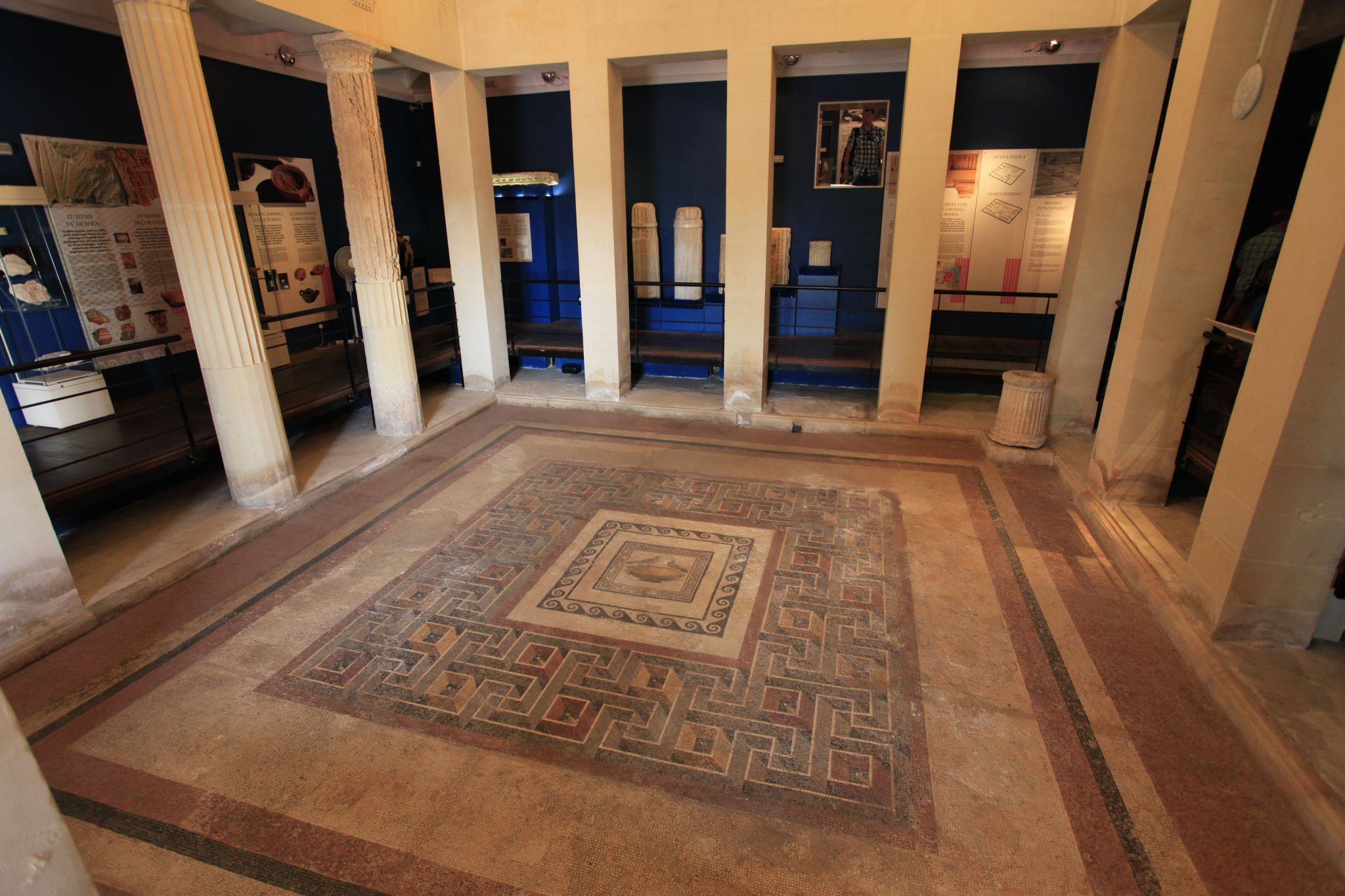
Мозаїка перистилю Domvs Romana в Рабаті

Domvs Romana (лат. «римський дім») — це зруйнований будинок римської доби, розташований на кордоні між Мдіною та Рабатом, Мальта. Він був побудований в 1 столітті до нашої ери як аристократичний міський будинок (домус) у римському місті Меліта.

## Середньовічна архітектура

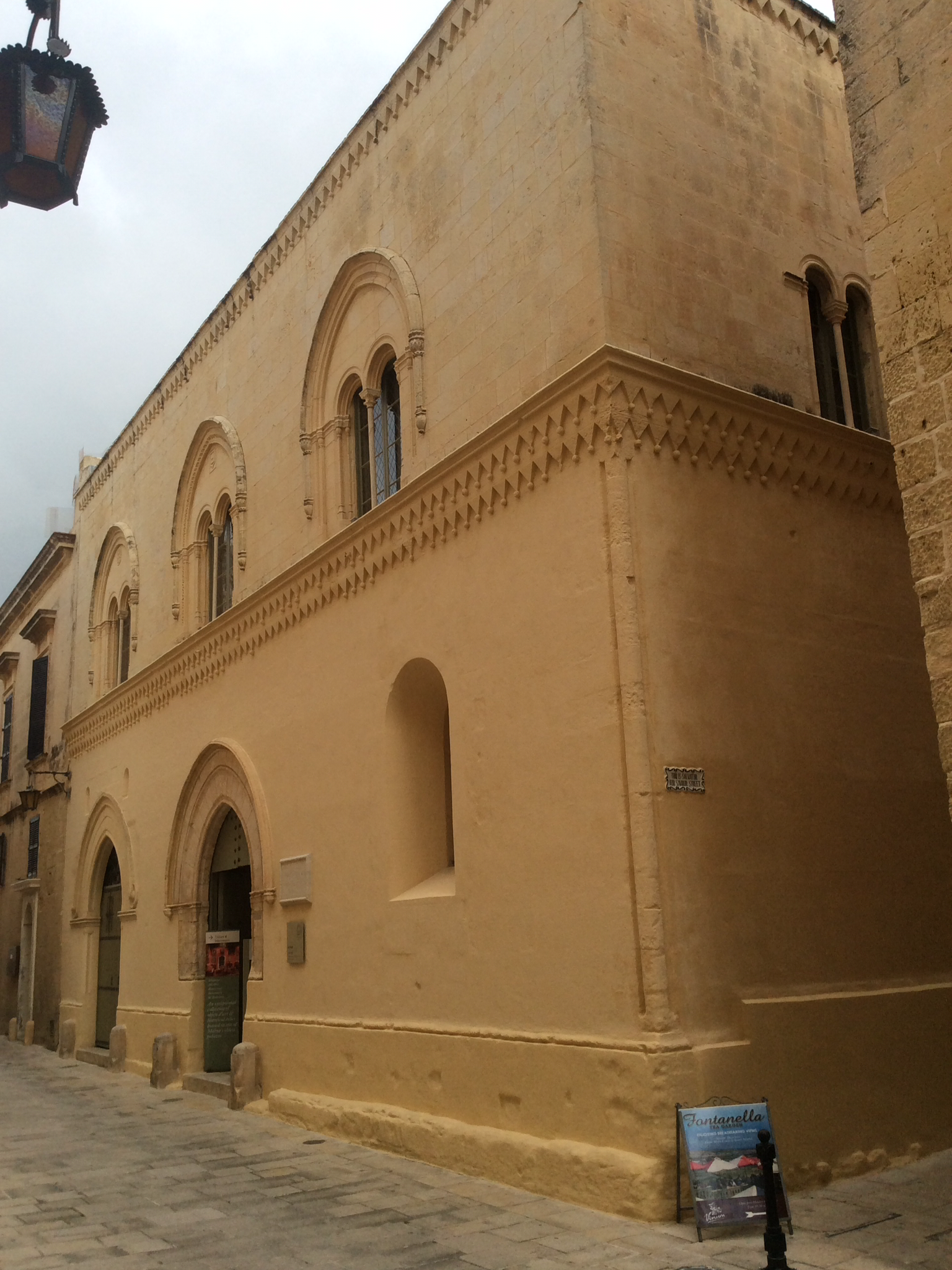
Палаццо Фальсон(1495)
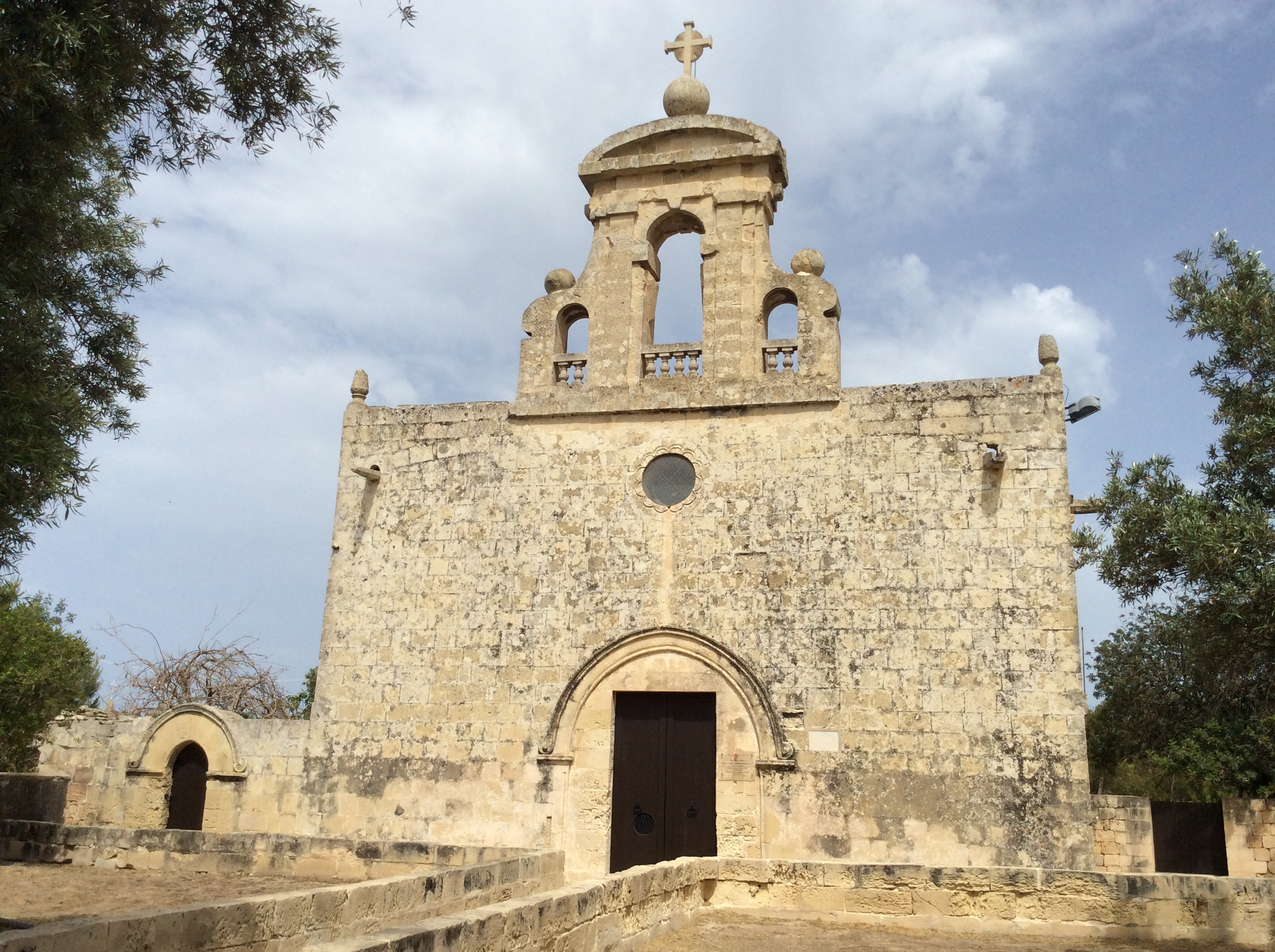
Каплиця Св. Марії, Бір Міфту
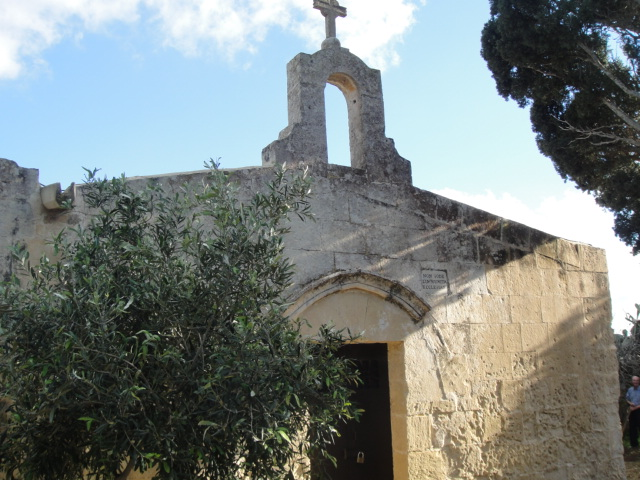
Каплиця Благовіщення, Зуррік
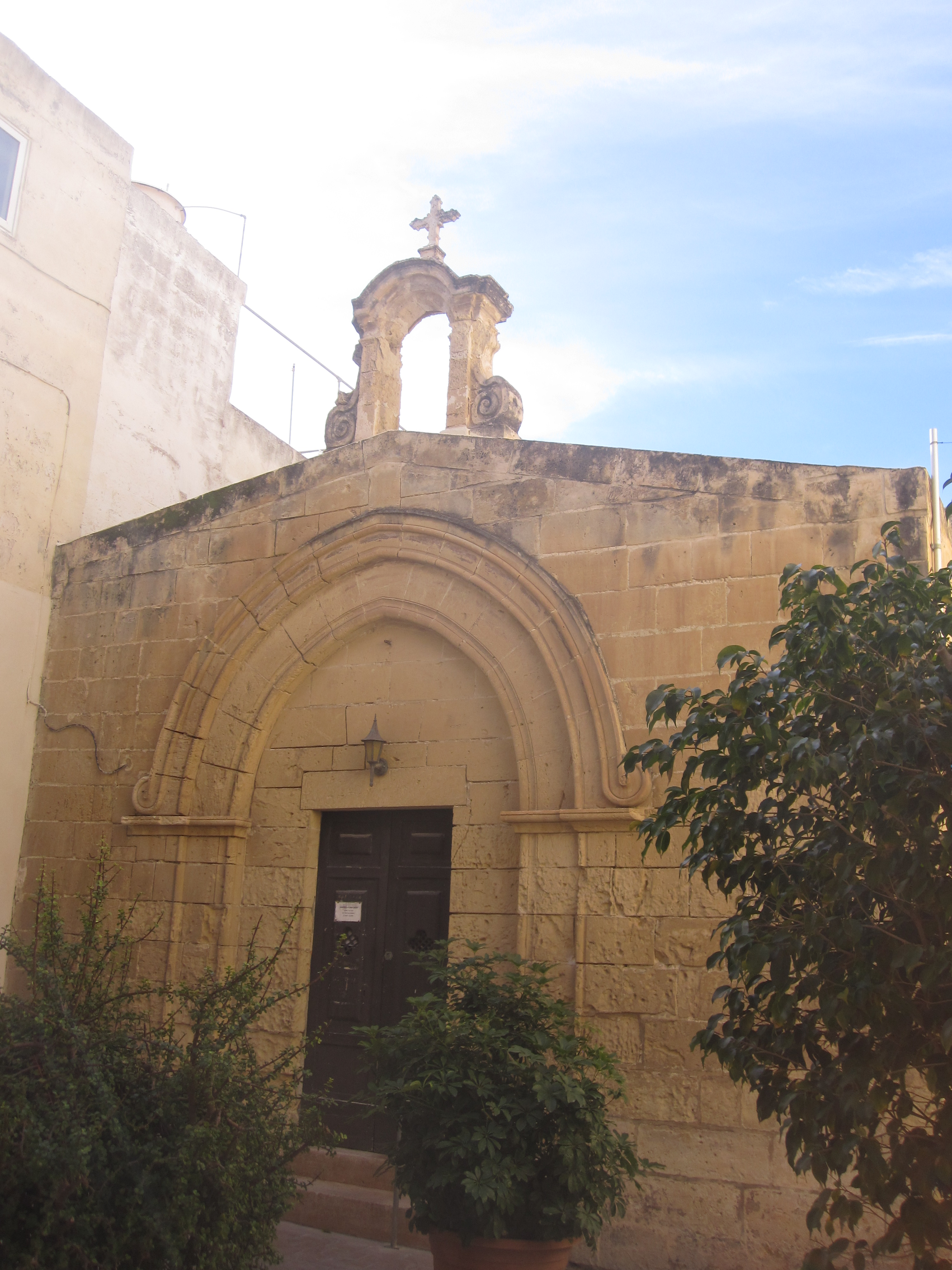
Каплиця Святого Варфоломія, Рабат
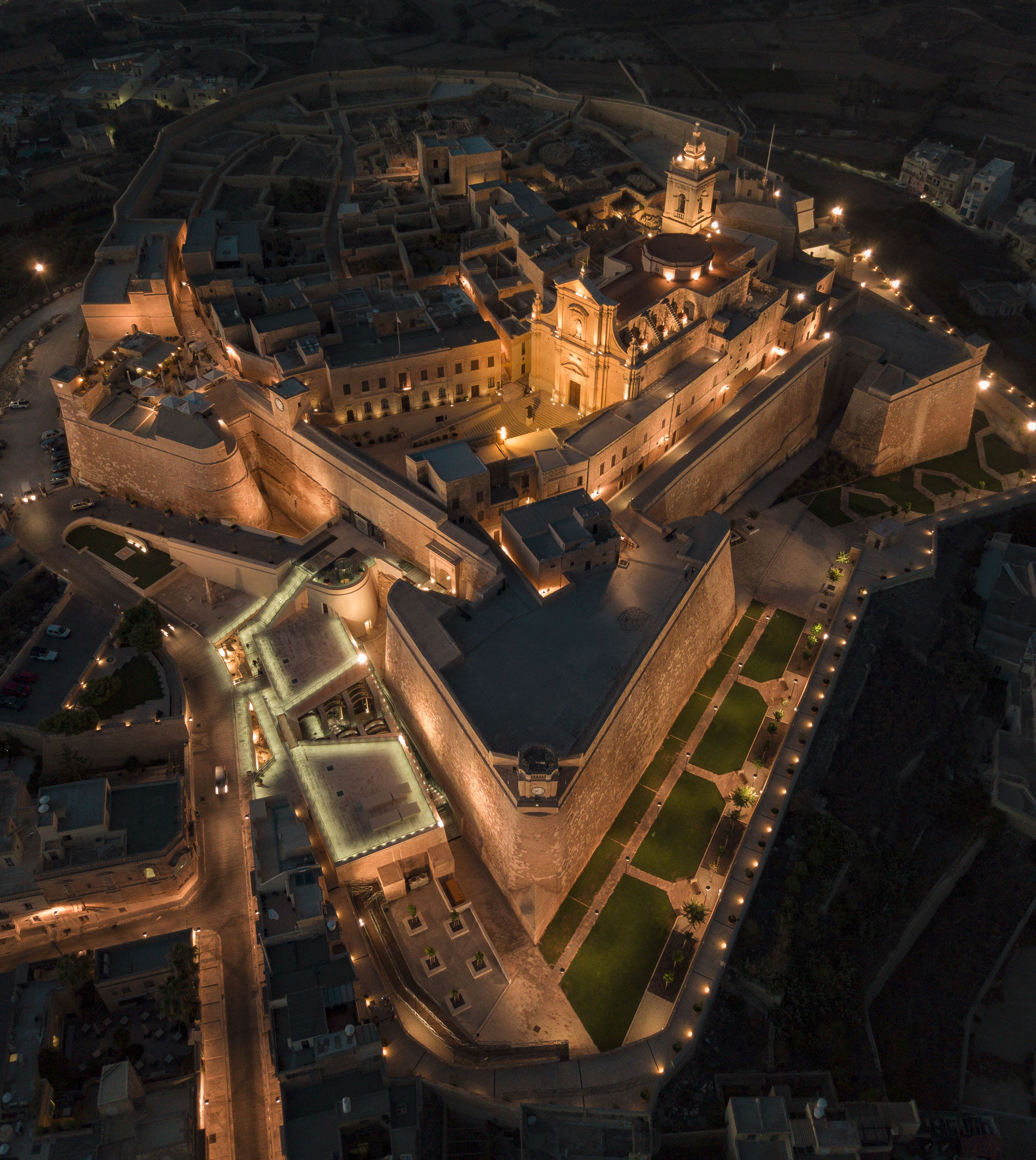
Нічний вид з висоти пташиного польоту на Цитаделлу у 2017 році, на якому видно бастіони часів госпітальєрів

## Барокова архітектура Мальти

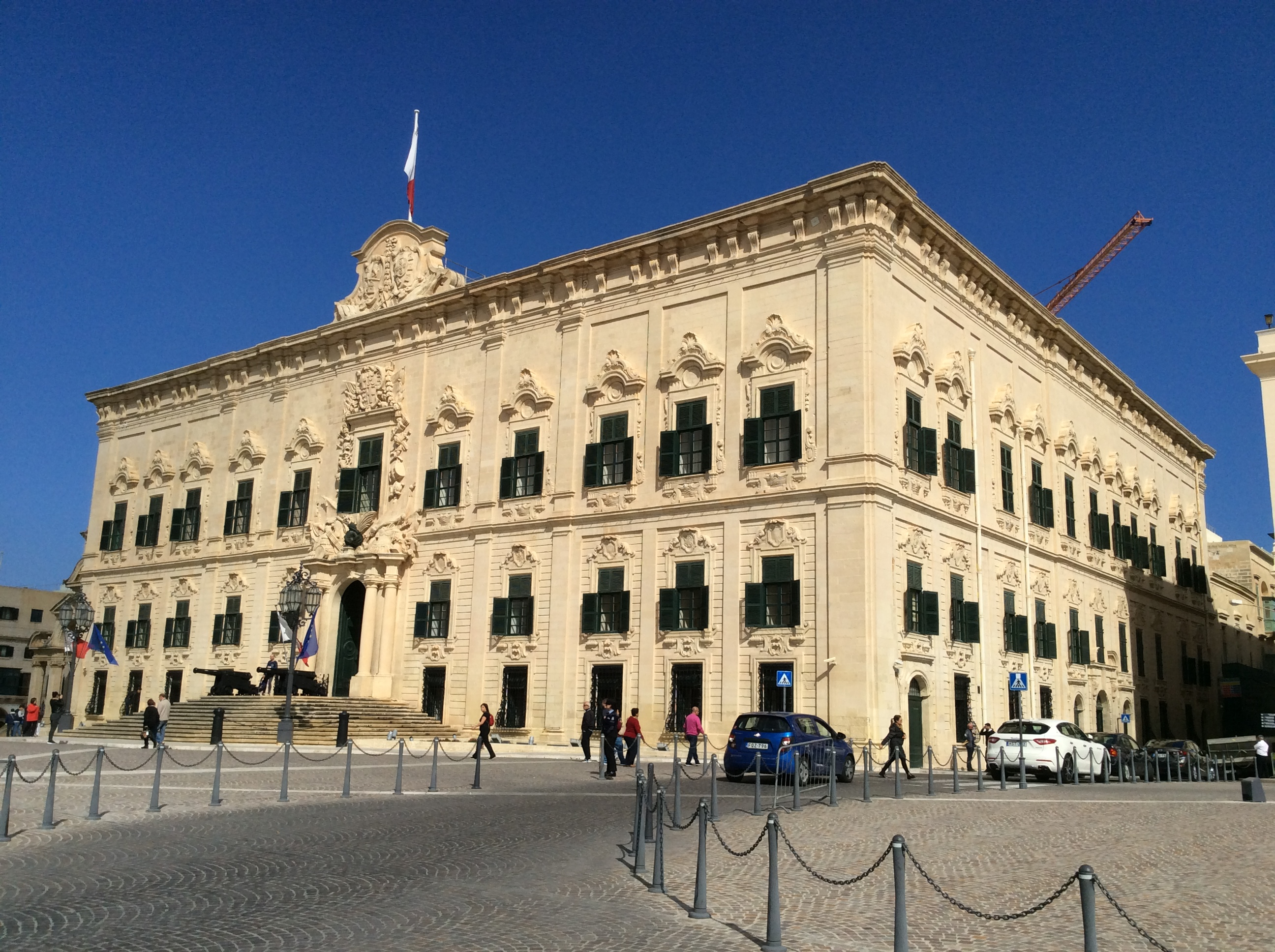
Оберж-де-Кастій, спроектований Андреа Беллі в 1741–45 роках

Мальтійське бароко — це форма барокової архітектури, яка розвинулась на Мальті в 17-18 століттях, коли острови перебували під владою ордена Святого Іоанна. Вважається, що стиль бароко на Мальті на початку 17 століття був використаний болонським інженером Бонтадіно де Бонтадіні під час будівництва Віньякурського акведука. Стиль став популярним у середині або наприкінці 17 століття, а свого піка досяг у 18 столітті, коли були побудовані монументальні барокові споруди, такі як Оберж-де-Кастій.
Стиль бароко почав замінюватися неокласичною архітектурою та іншими стилями на початку 19 століття, коли Мальта була під владою Великобританії. Попри цебагато церков продовжували будувати в стилі бароко протягом 19 і 20 століть, і меншою мірою у 21 столітті.
- Будинок Адміралтейства (Валлетта)
- Палаццо Наскіаро (Наксар)
- Корте Капітанале, Мдіна (французьке бароко)
- Палац Вілена, Мдіна (французьке бароко)
- Банка Гурателе (Мдіна)

## Архітектура 19 століття

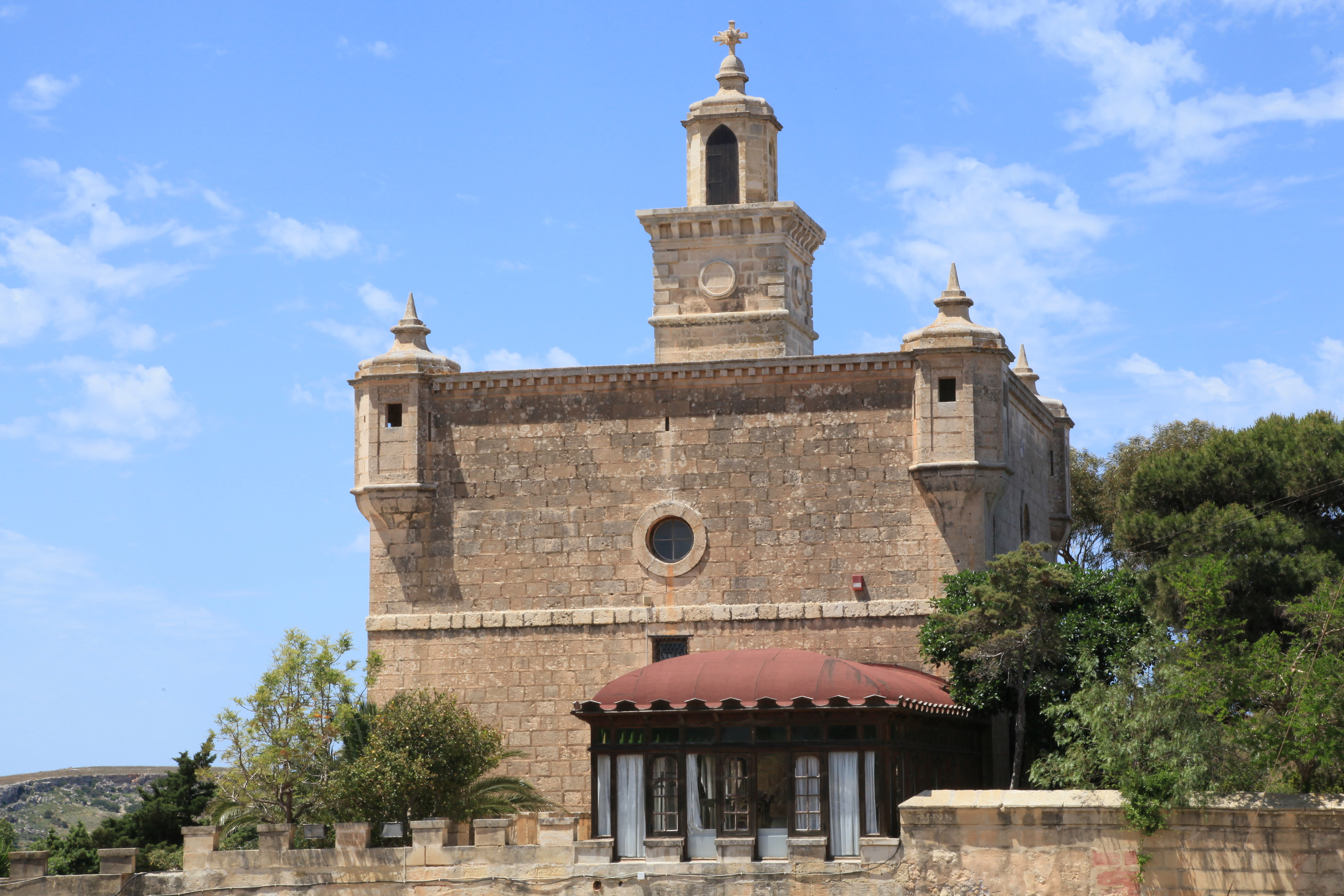
Палац Заммітелло в Мджаррі

### Вікторіанська архітектура
- Ринок Валлетти
- Палац Заммітелло
- Міська брама у Валлетті, 1853 рік

### Неокласична архітектура

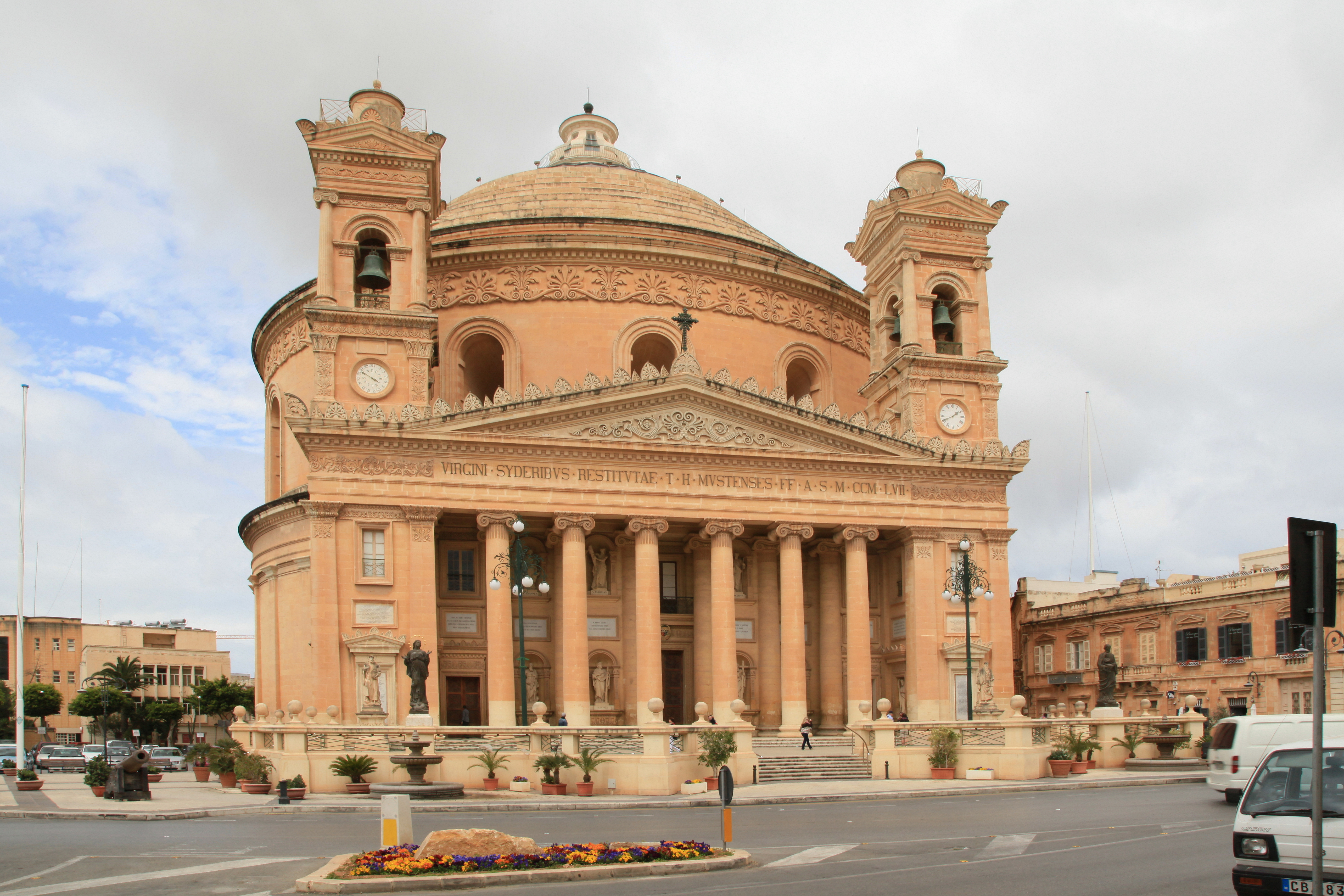
Ротонда Моста (побудована між 1833 і 1860 роками)

Неокласична архітектура була представлена на Мальті наприкінці 18 століття, в останні роки правління госпітальєрів. До ранніх прикладів належать Національна бібліотека (1786), арка Де Рохана (1798) і ворота Хомпеш (1801). Однак неокласична архітектура стала популярною на Мальті лише після встановлення британського панування на початку 19 століття. У 1814 році неокласичний портик, прикрашений британським гербом, був доданий до будівлі Головної гвардії, щоб служити символом Британської Мальти. Інші неокласичні будівлі XIX століття, включаючи пам'ятник серу Олександру Боллу (1810), Королівській військово-морський госпіталь Бігі (Калкара) (1832), собор Святого Павла (1844), ротонду Моста (1860) і нині зруйнований Королівський оперний театр (1866).
У 20-му столітті було побудовано небагато будівель у неокласичному стилі, як-от музей «Domvs Romana» (1922) і будівля Суду у Валлетті (1965–71).
- Ла Борса (Валлетта)

### Романська архітектура Відродження

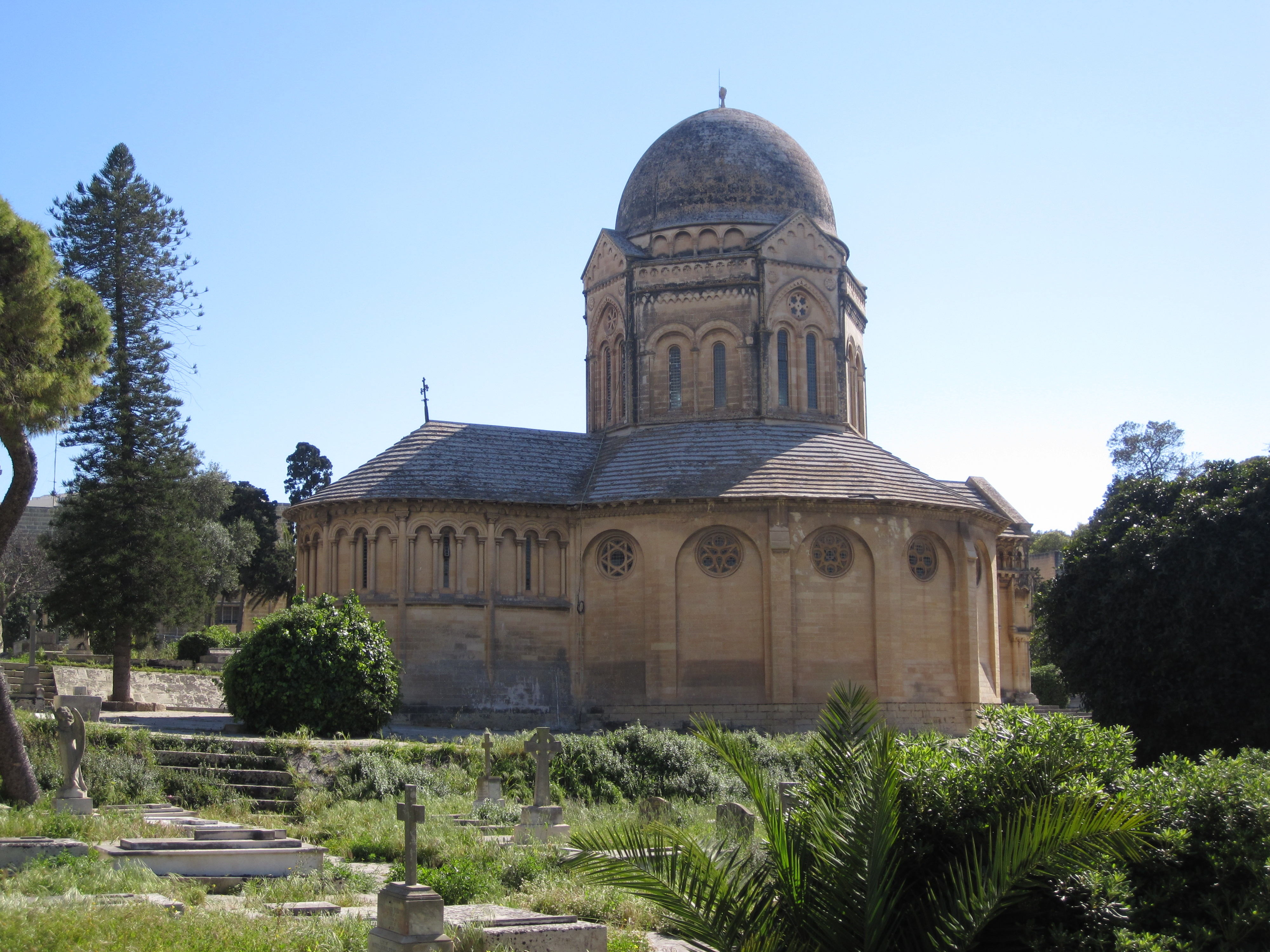
Каплиця на цвинтарі Та'Браксія

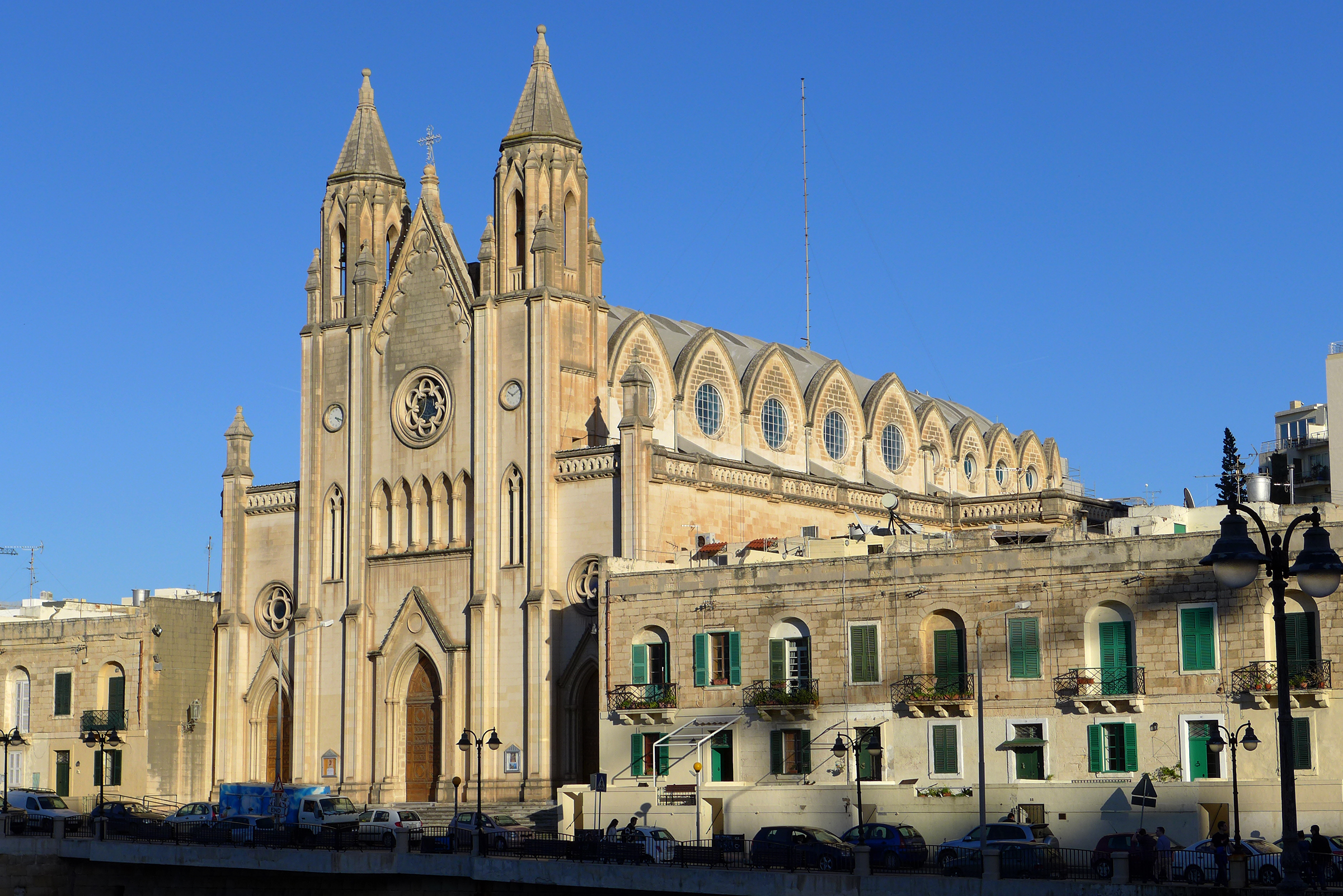
Церква кармелітів (Баллута), Густаво Р. Вінченті

- Каплиця леді Рейчел Гамільтон-Гордон, цвинтар Та'Браксія
- Церква Святої Венери (Санта-Венера)
- Базиліка Діви Марії Та'Піну (Гоцо)

- Цвинтар Аддолората
- Палаццо-Феррерія
- Батарея Сліма-Пойнт
- Вілла Св. Ігнатія
- Церква кармелітів
- Церква Св. Трійці (Сліма)
- Каплиця леді Рейчел Гамільтон-Гордон
- Церква Богоматері з Лорето
- Церква Св. Каєтана (Хамрун)
- Зал Роберта Самута
- Шотландська церква Св. Андрія
- Каса Ґурґіон

### Неоренесанс
- Палац Грегоріо Бонічі (Валлетта)

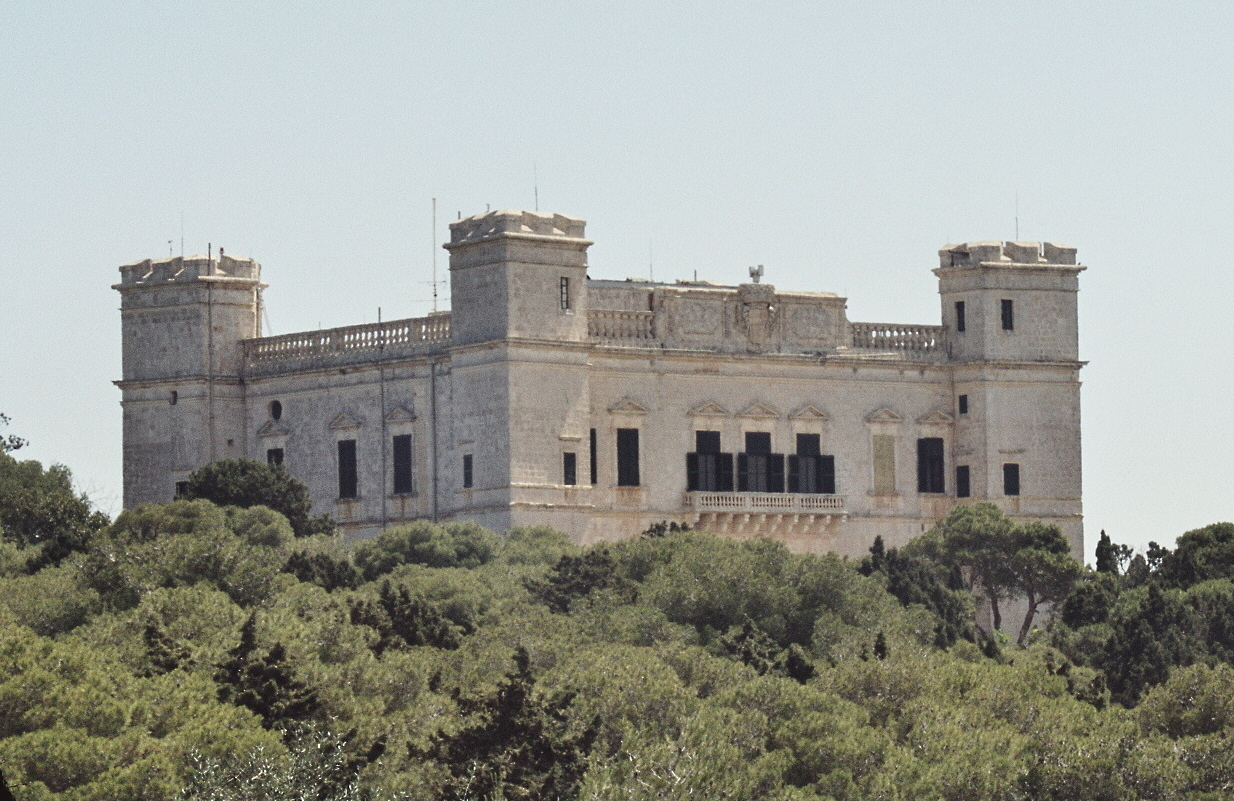
Замок Вердала

- Стара будівля Університету (Валлетта)
- Церква Пресвятої Богородиці (Заббар)
- Церква Св. Марії (Аттард)
- Церква Св. Марії (Біркіркара)
- Стара Церква св. Катерини (Зейтун)
- Санктуарій Богоматері з Меллихи
- Замок Вердала

### Архітектура мавританського відродження

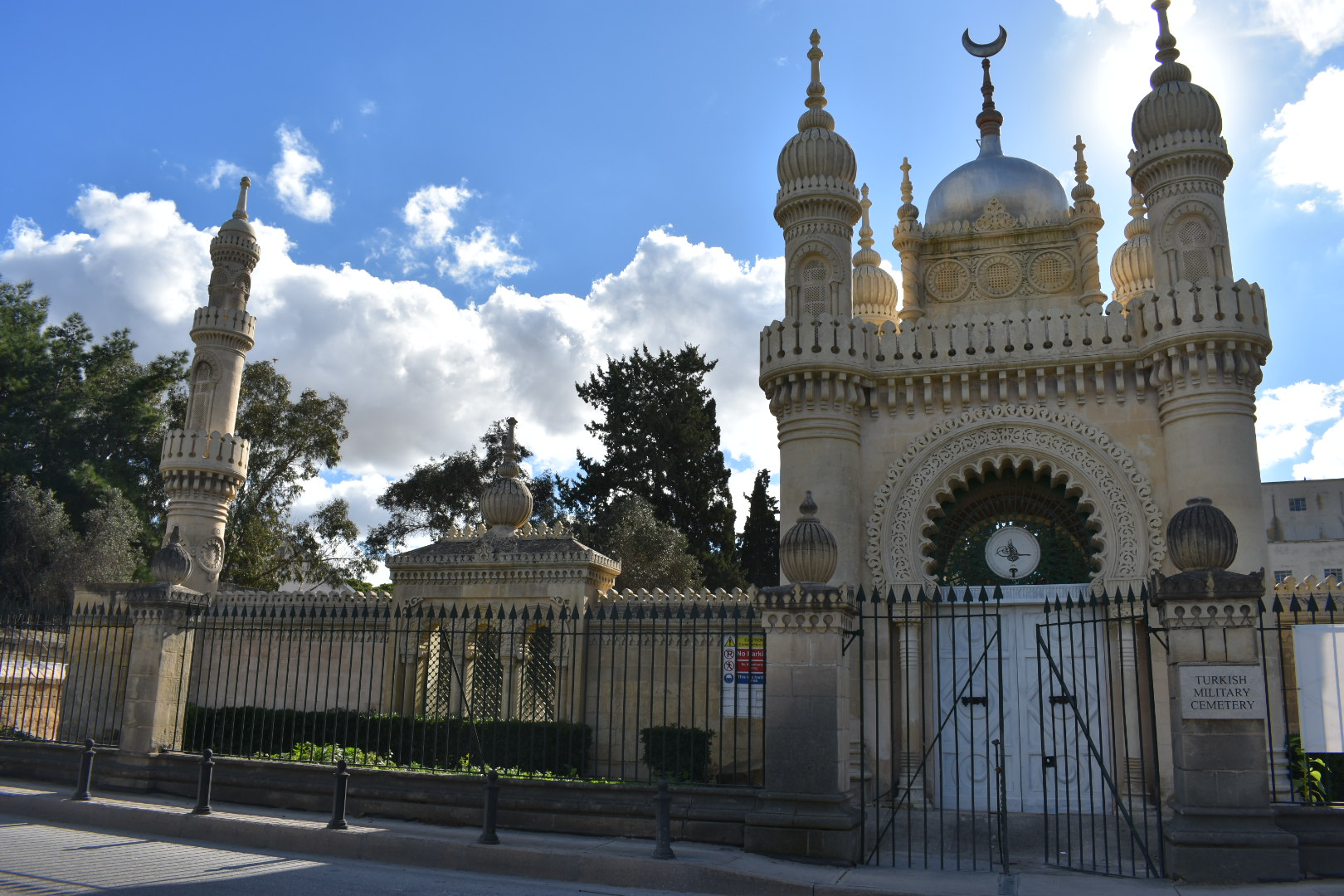
Турецьке війскове кладовище Емануеля Луіджі Галіції

- Турецьке військове кладовище Емануеля Луіджі Галіції (1830—1907)
- Вілла Альгамбра (Сліма), Емануель Луіджі Галіціа (1830—1907)

### Еклектика
- Казино Нотабіль (Саккайя) Вебстер Полсон (архітектура Боз-ар), 1888 р.

## Архітектура 20 століття

### Архітектура модерн/ар-деко

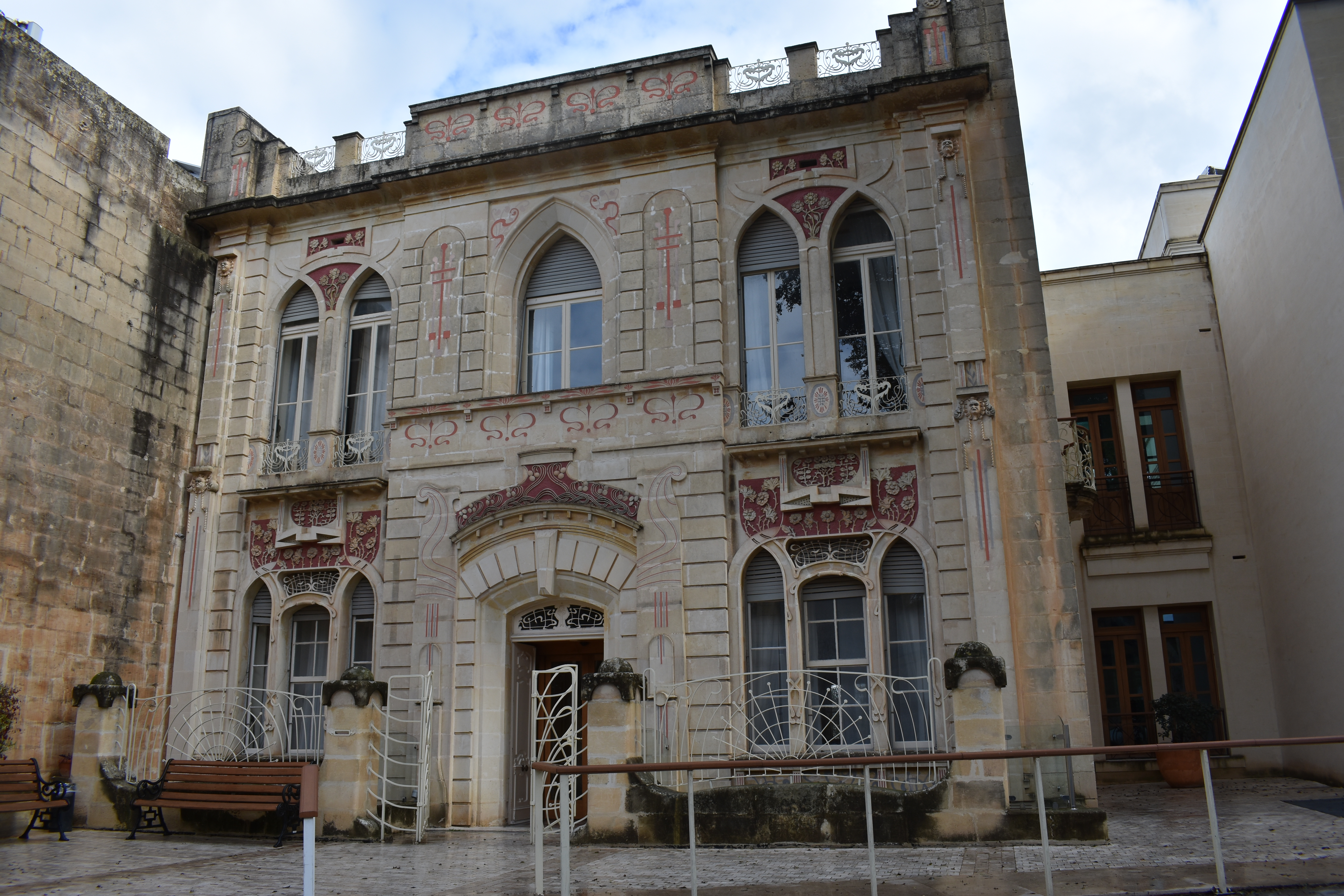
Вілла Роузвіль в Аттарді, Алессандро Манара(1912) та Емануеле Борг (1921)
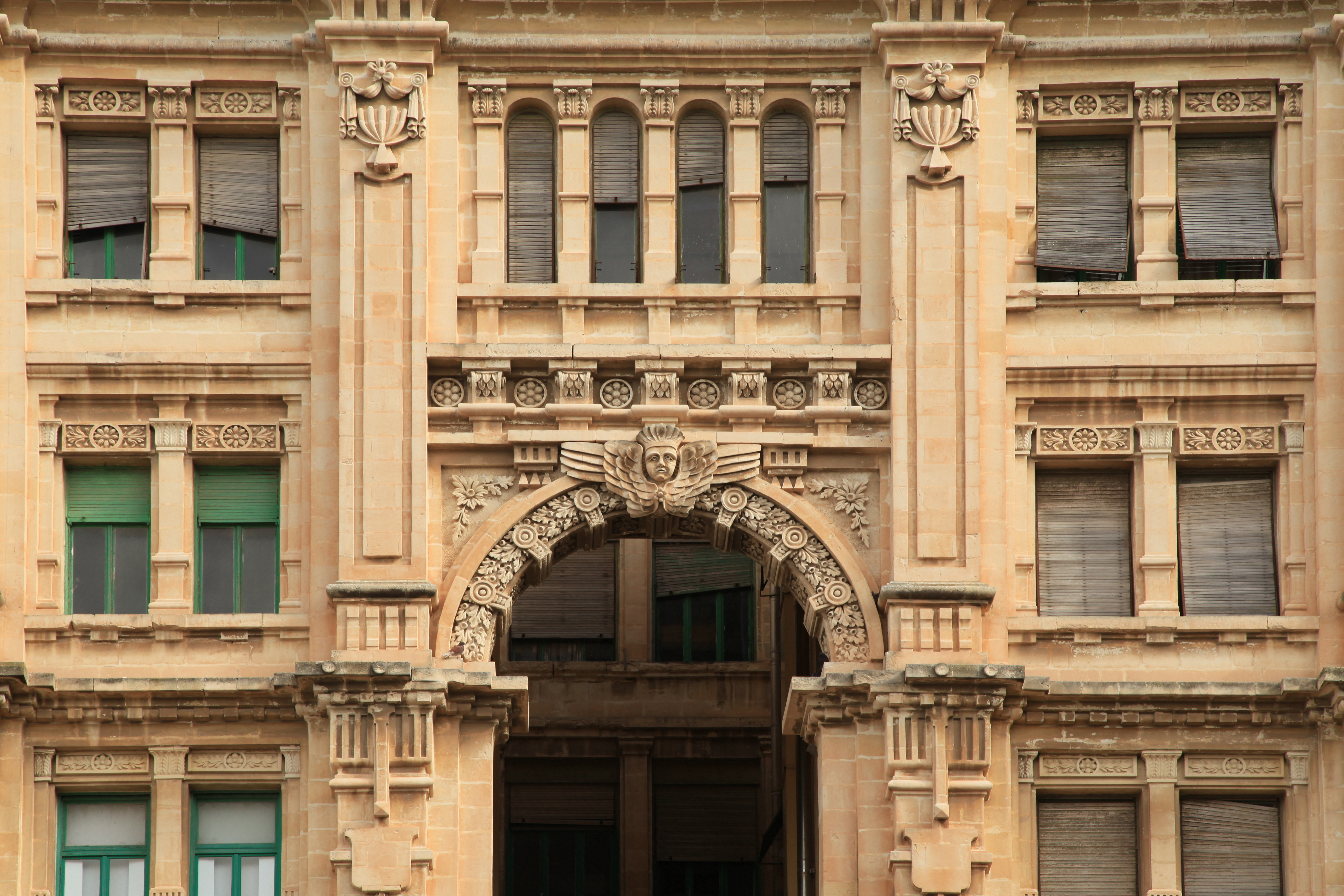
Баллута Білдінгз,  Джузеппе Псайла, 1928 рік
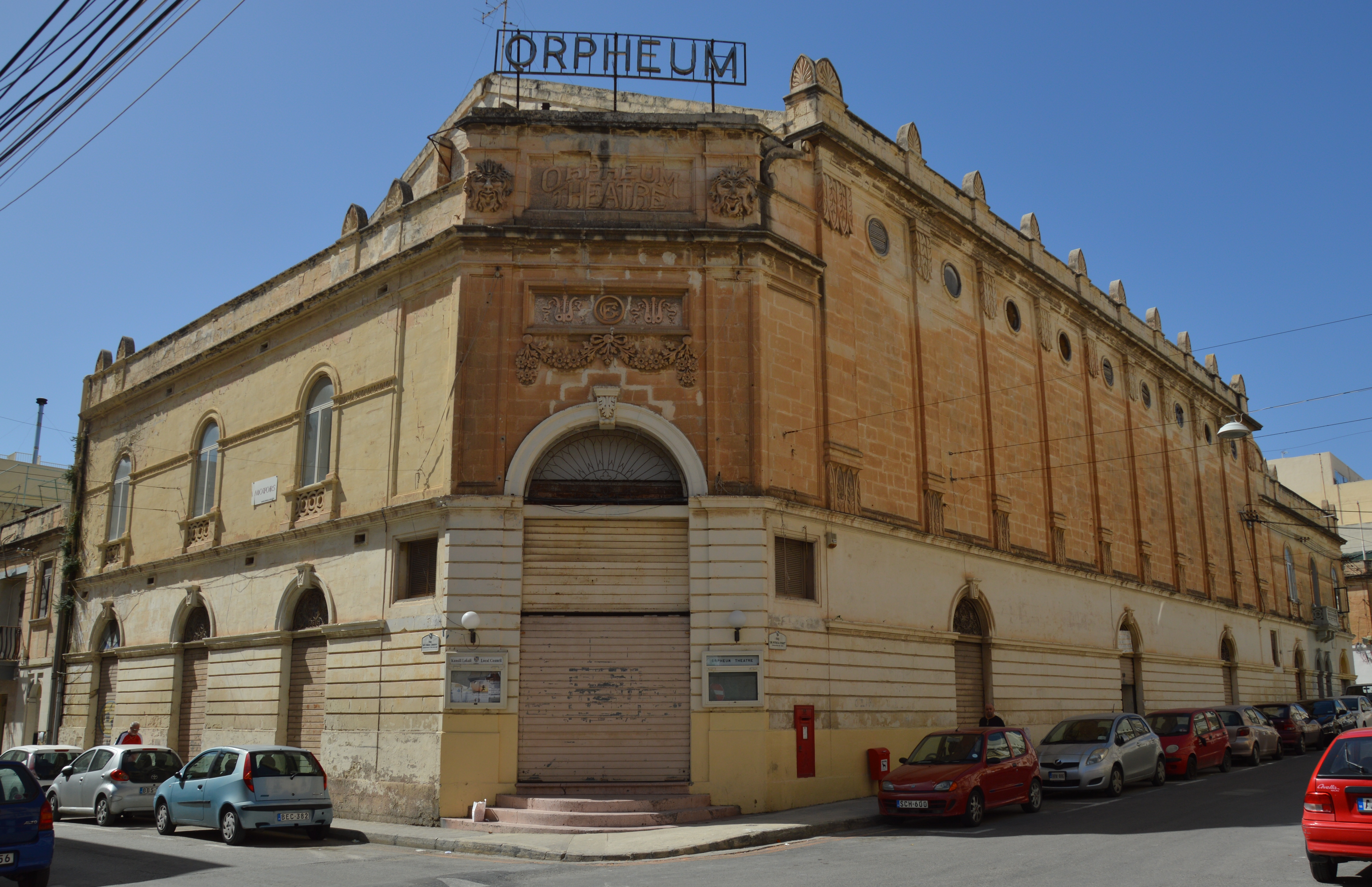
Театр Орфеум у Гзірі, Гарольд Дж. Борг, 1932, іспанський стильмодерн
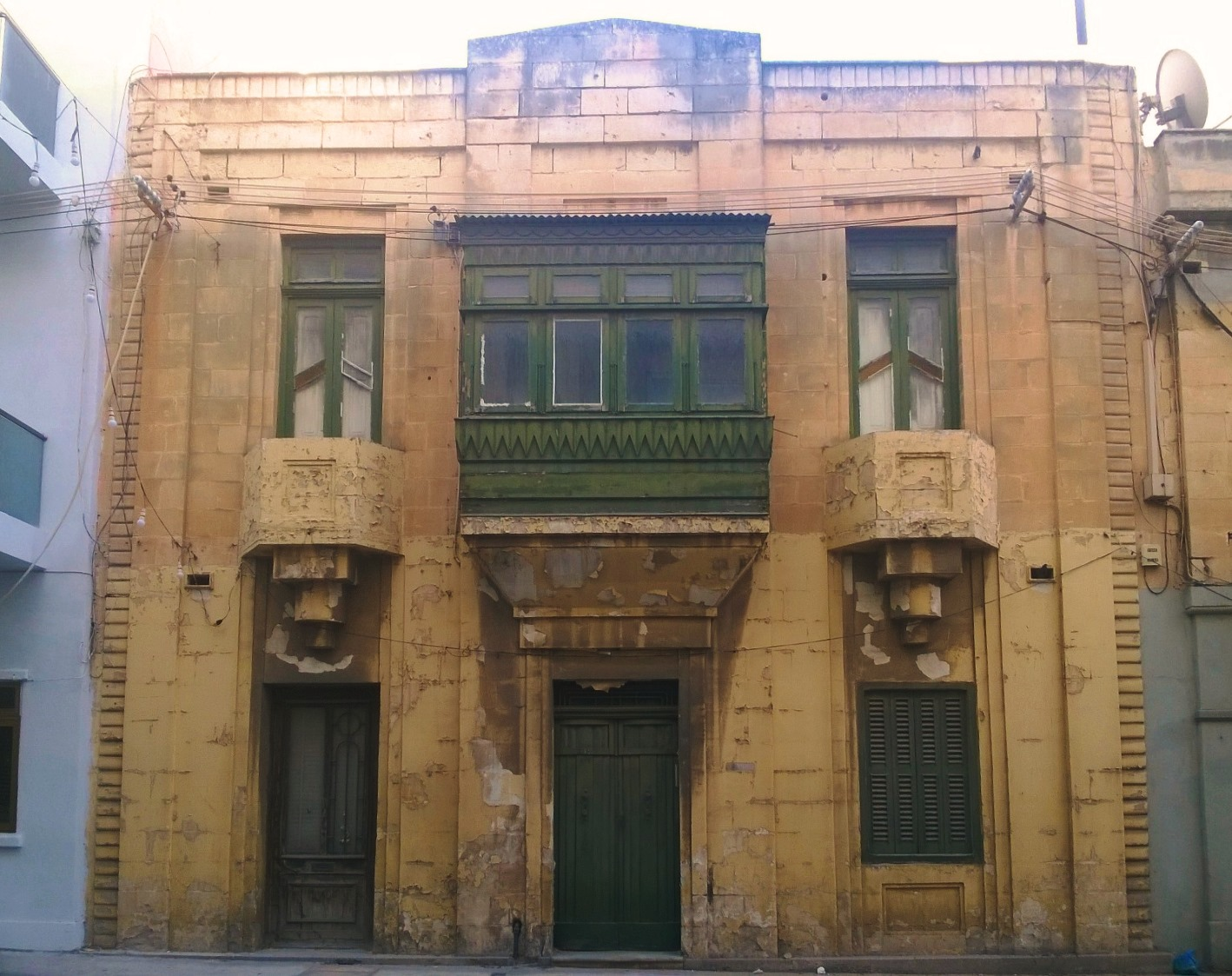
Приватна резиденція Джозефа Коломбо в Трік д'Аргенс (Гзіра), 1936 р. Традиційний міський будинок було переосмислено в модерністському стилі з використанням геометричних мотивів.
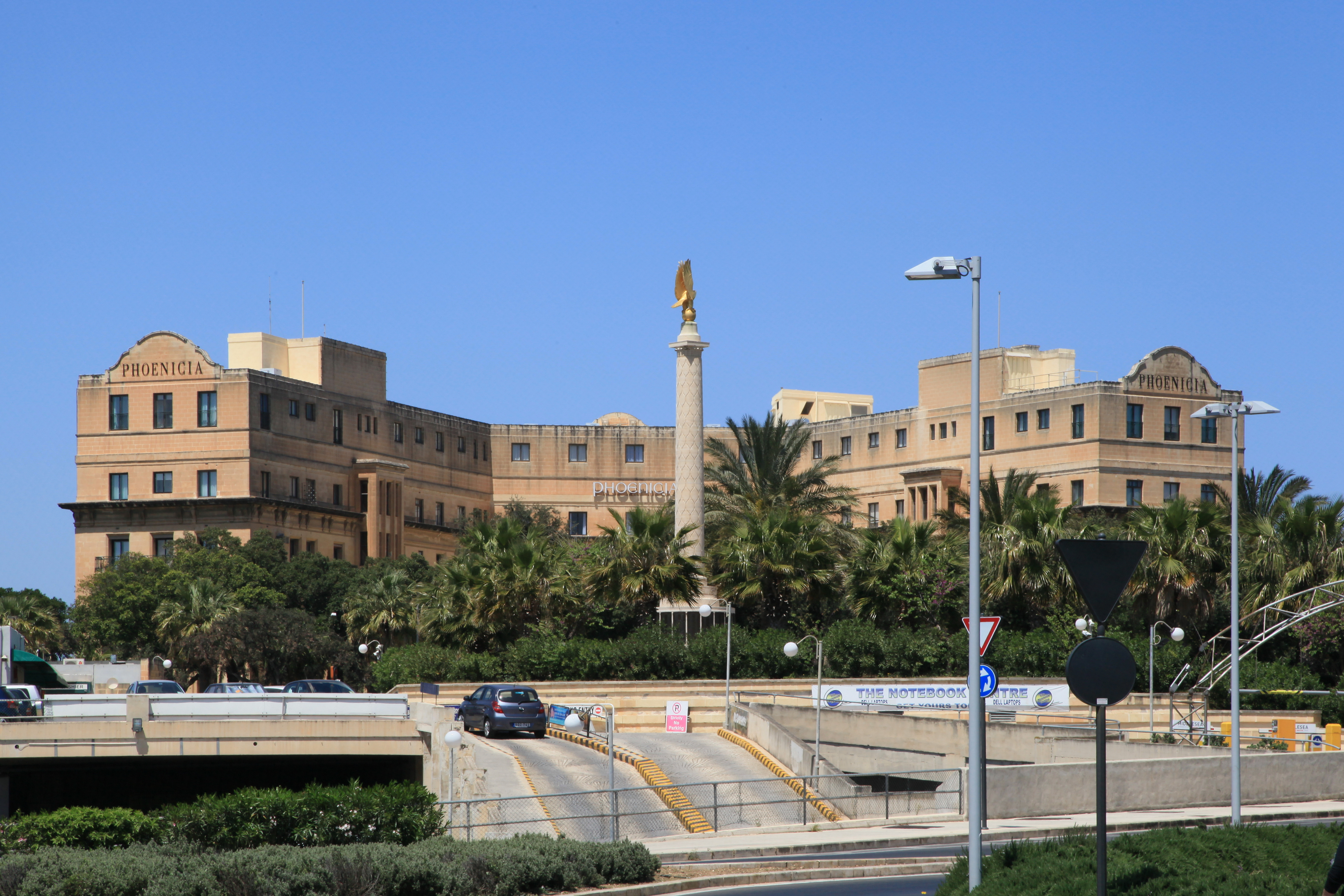
Готель Фінікія уФлоріані, Вільям Бінні, 1936-39
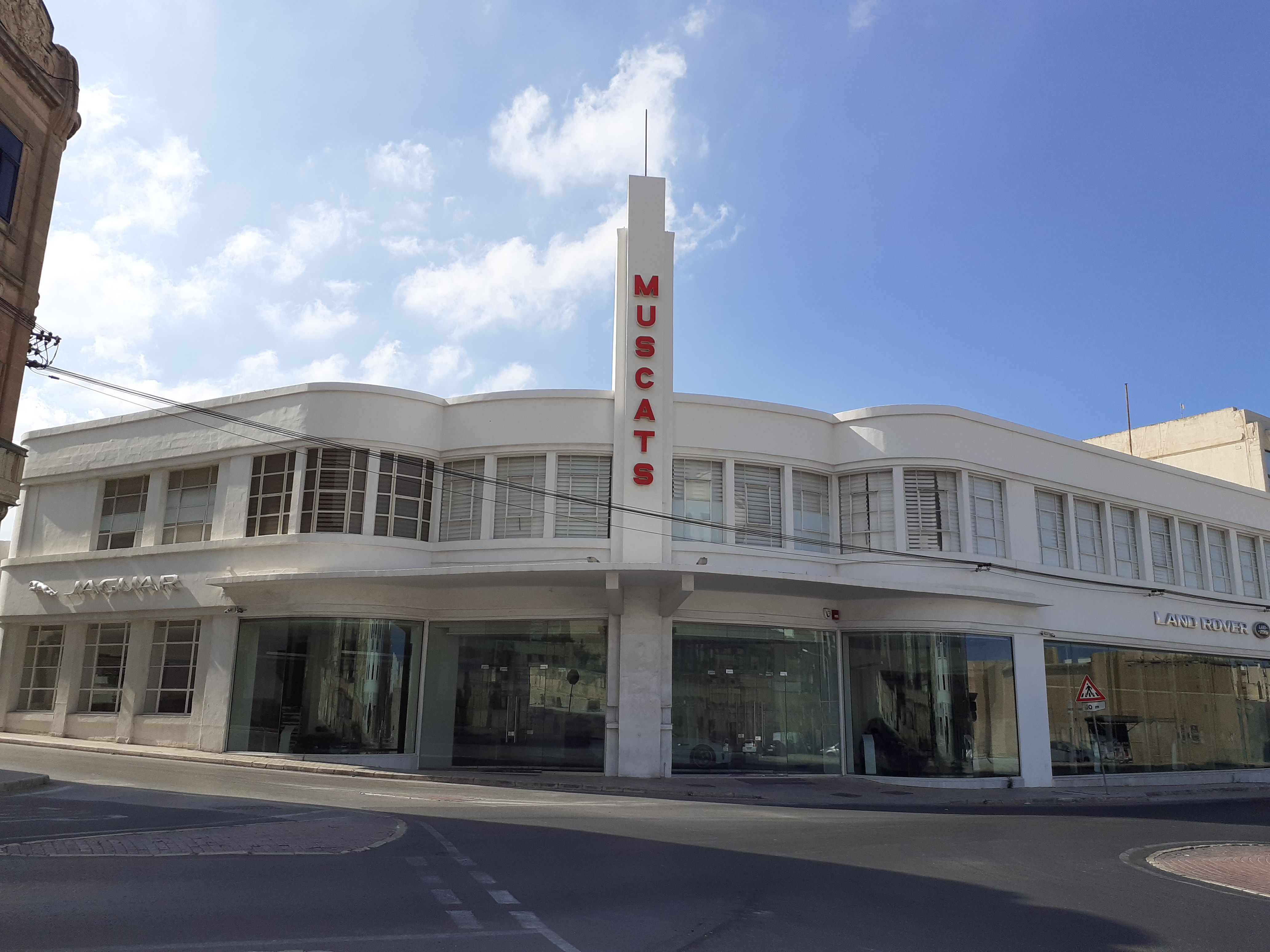
Muscats Motors у Гзірі,Джозеф Коломбо, 1945 рік, стиль стримлайн

### Модерністська архітектура

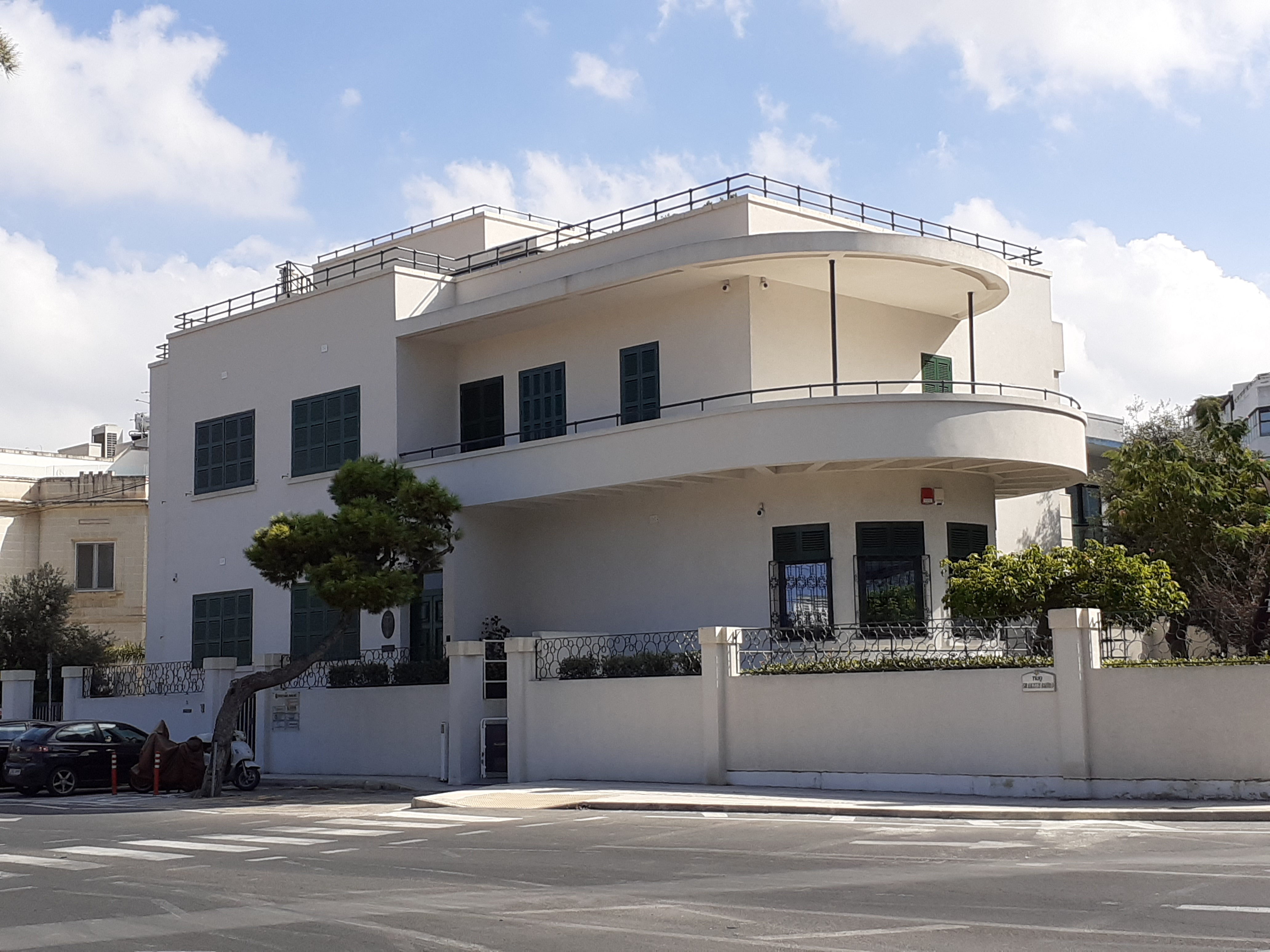
Вілла Еллул у Та'Шбіш, Сальватор Еллулл, 1937-38
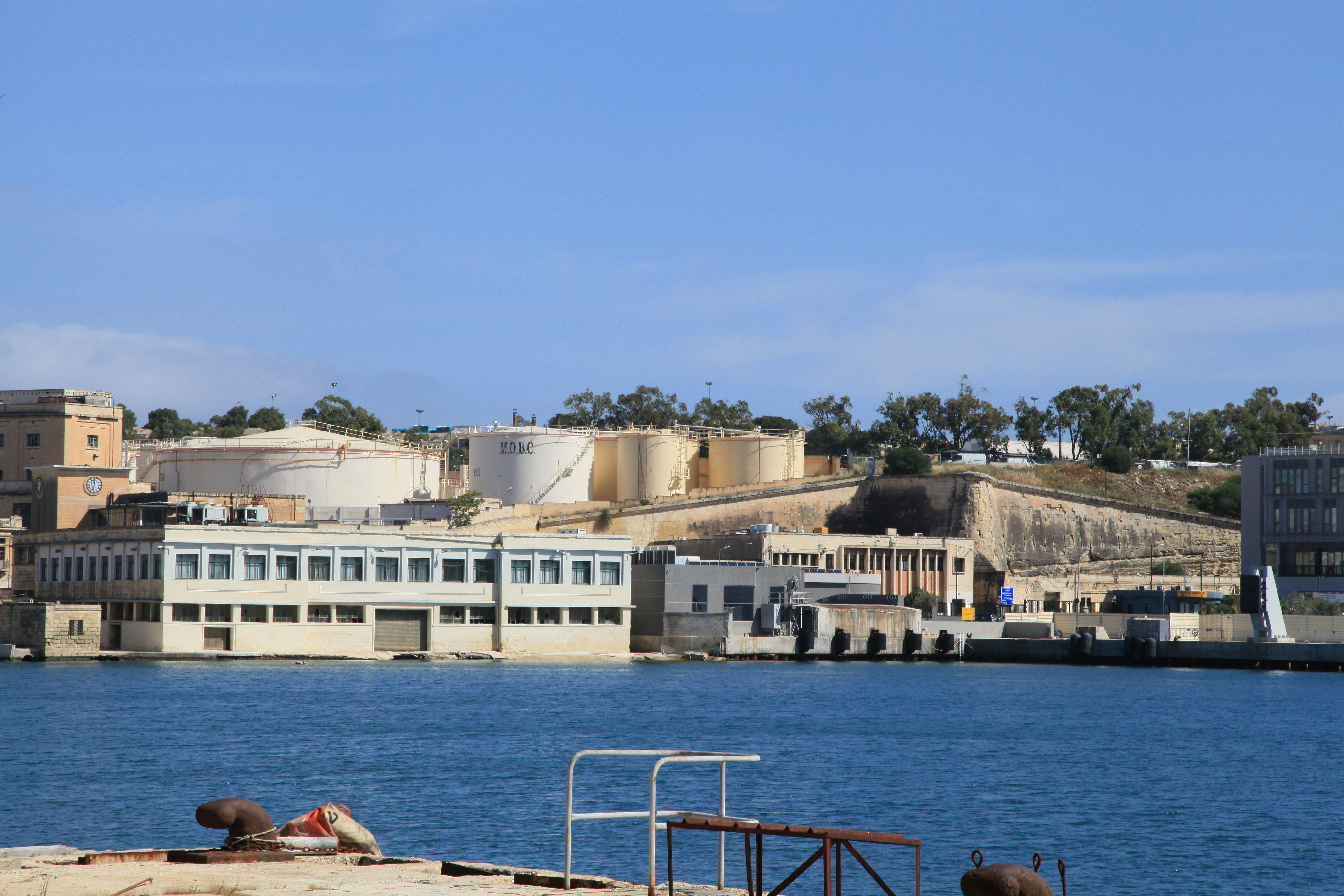
Будівля Морської Мальти, Мортімер і де Джорджіо, 1949 рік
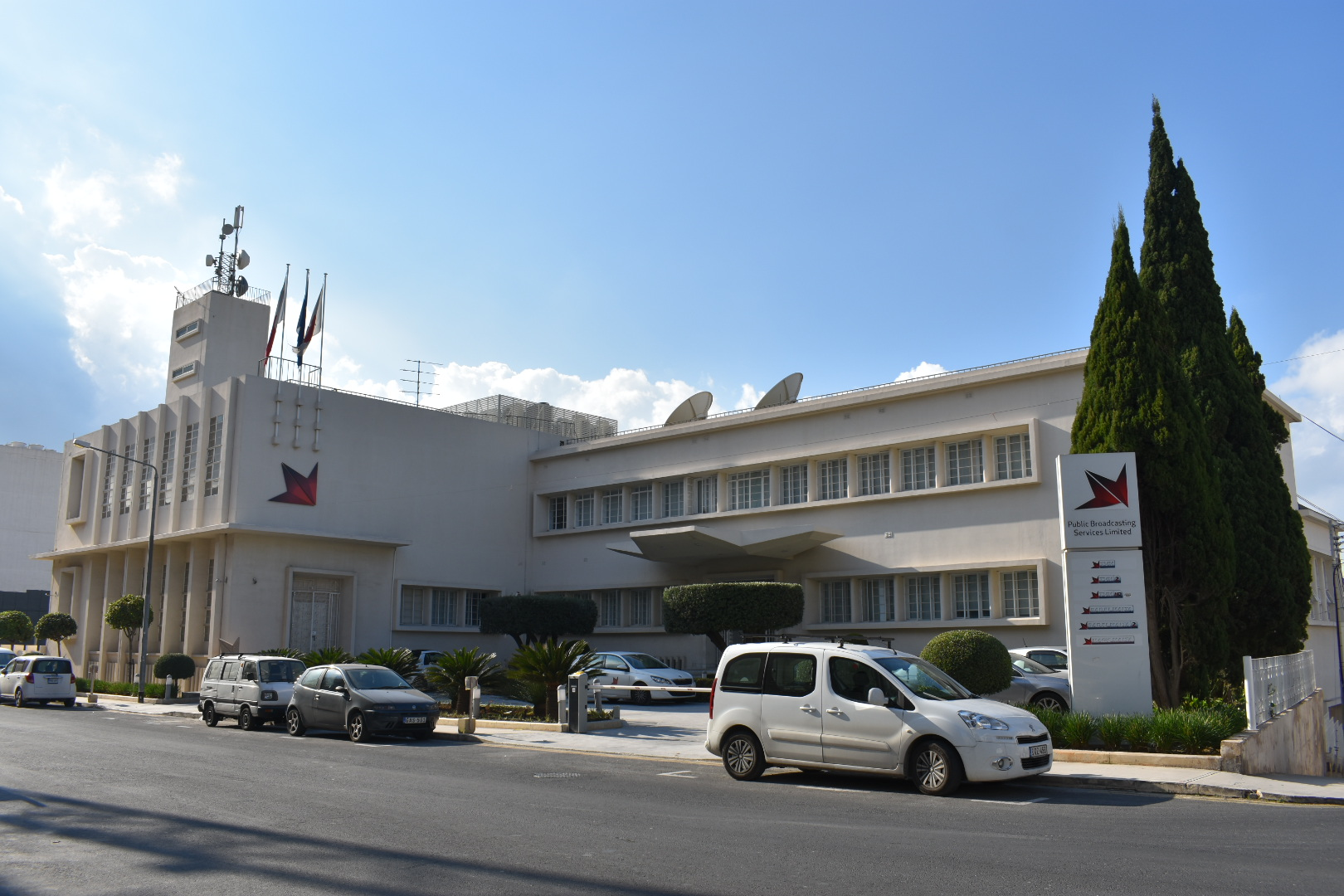
Будинок Rediffusion, Кармело Фалцон, 1958 рік
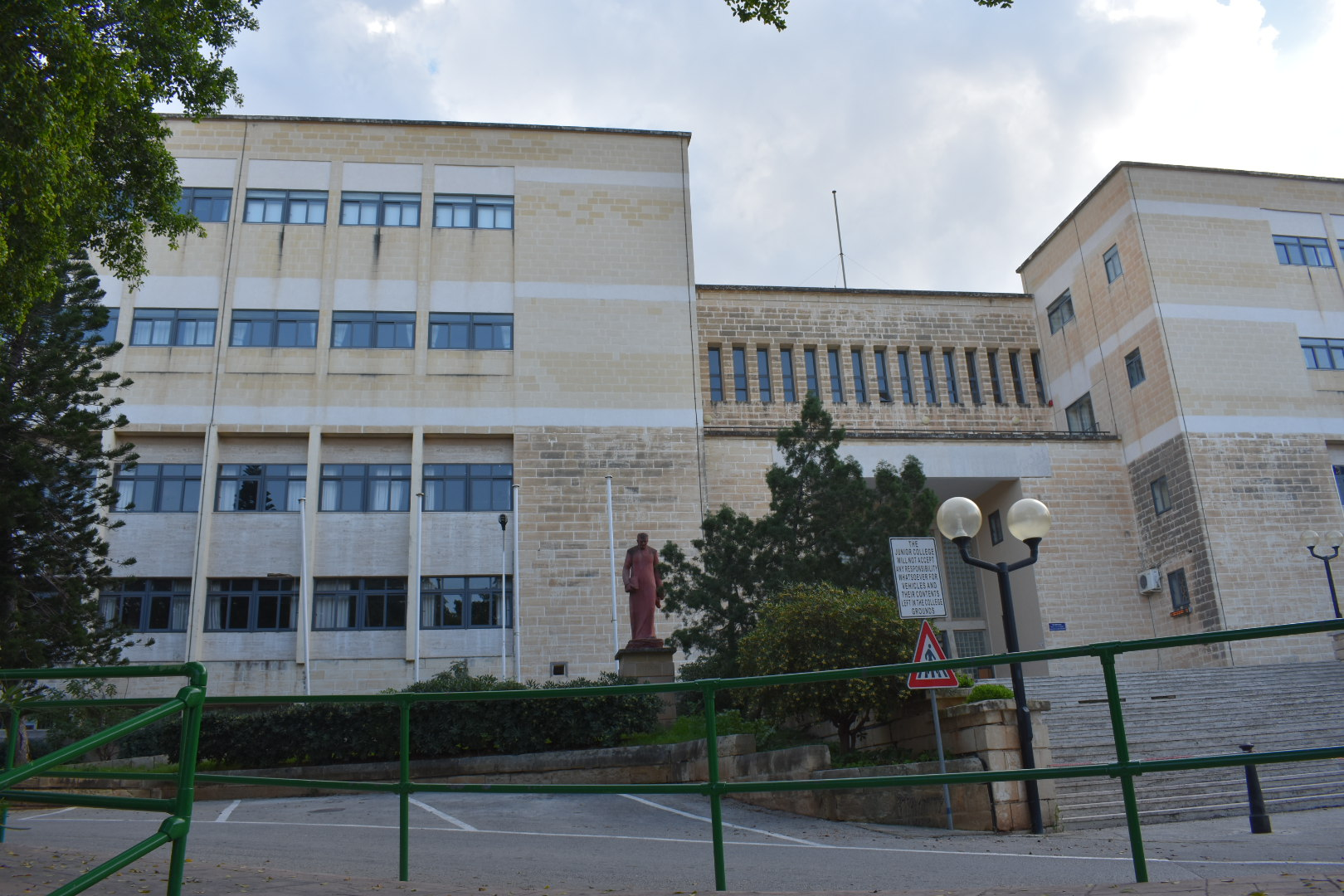
Дж. Ф. Абела молодший коледж, Віктора Анастазі, 1962-66
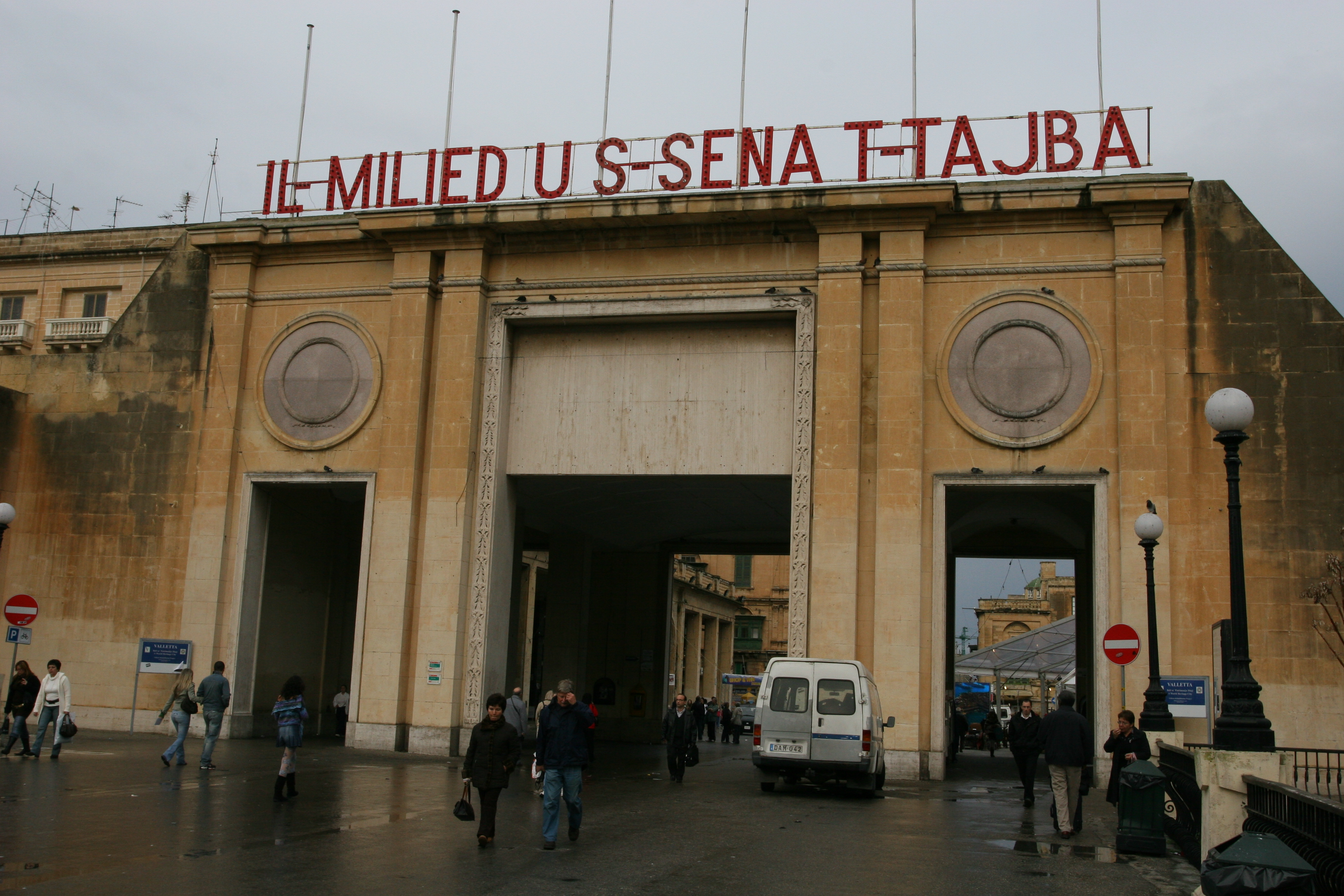
«Четверта брама Валлетти», Альзіро Бергонзо, 1964-65
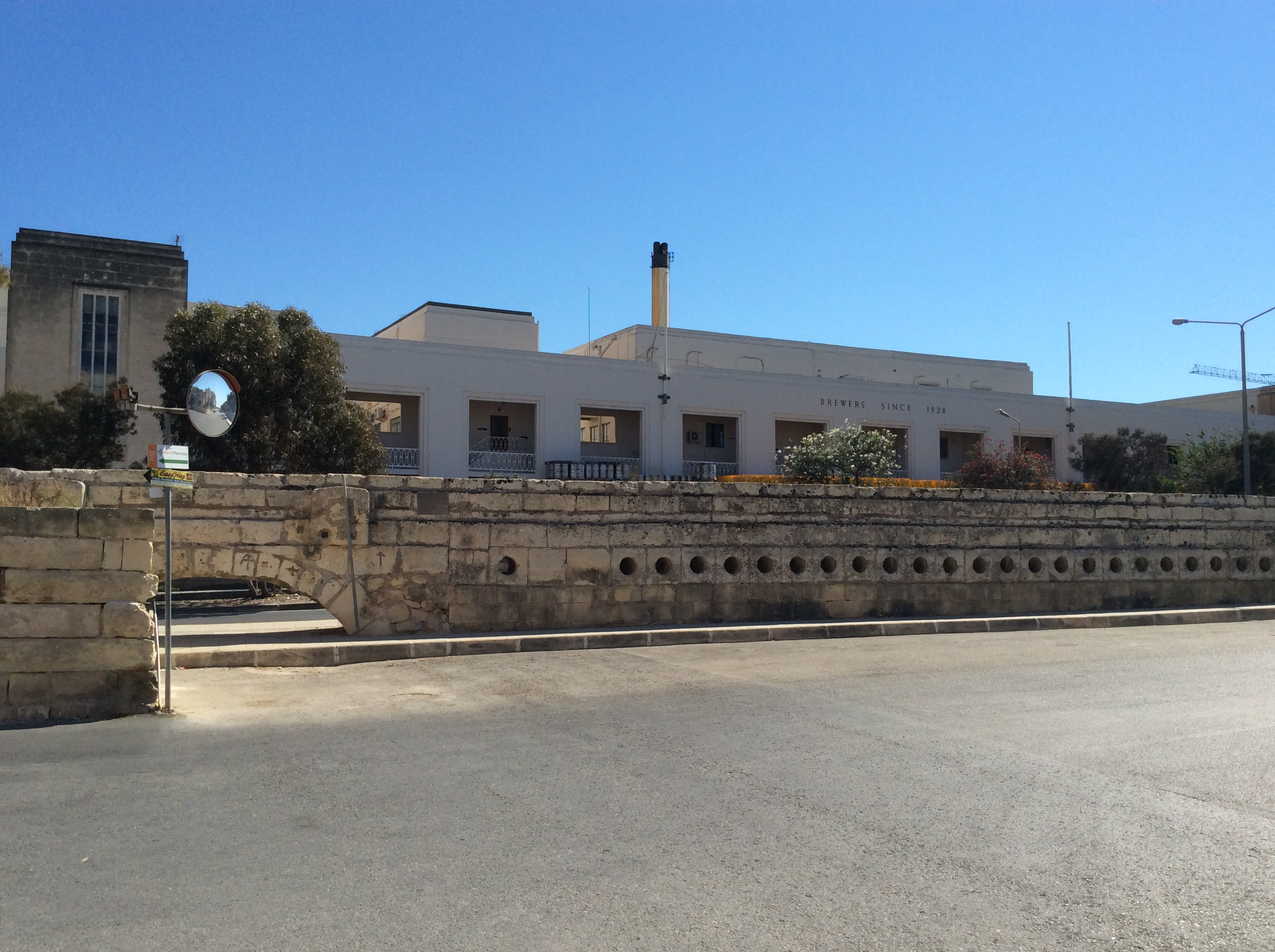
Пивоварня Simonds Farsons Cisk, Вільям Бінні та Люїс В. Фарруджа

- Джозеф Г. Хантінгфорд[17]

## Сучасна архітектура
- Ліфт Барракка Архітектор: Architecture Project Valletta
- Центр творчості у Бастіоні св. Якова Архітектор: Річард Інгленд
- DB House Архітектор: Forward Architects
- Громадські вбиральні на Стрейт Стріт Архітектор: Chris Briffa Architects
- Будинок чотирьох вітрів (Банк Валлетти, офіс голови) Архітектор: DeMicoli & Associates Architects
- Нова будівля парламенту Архітектор: Ренцо Піано

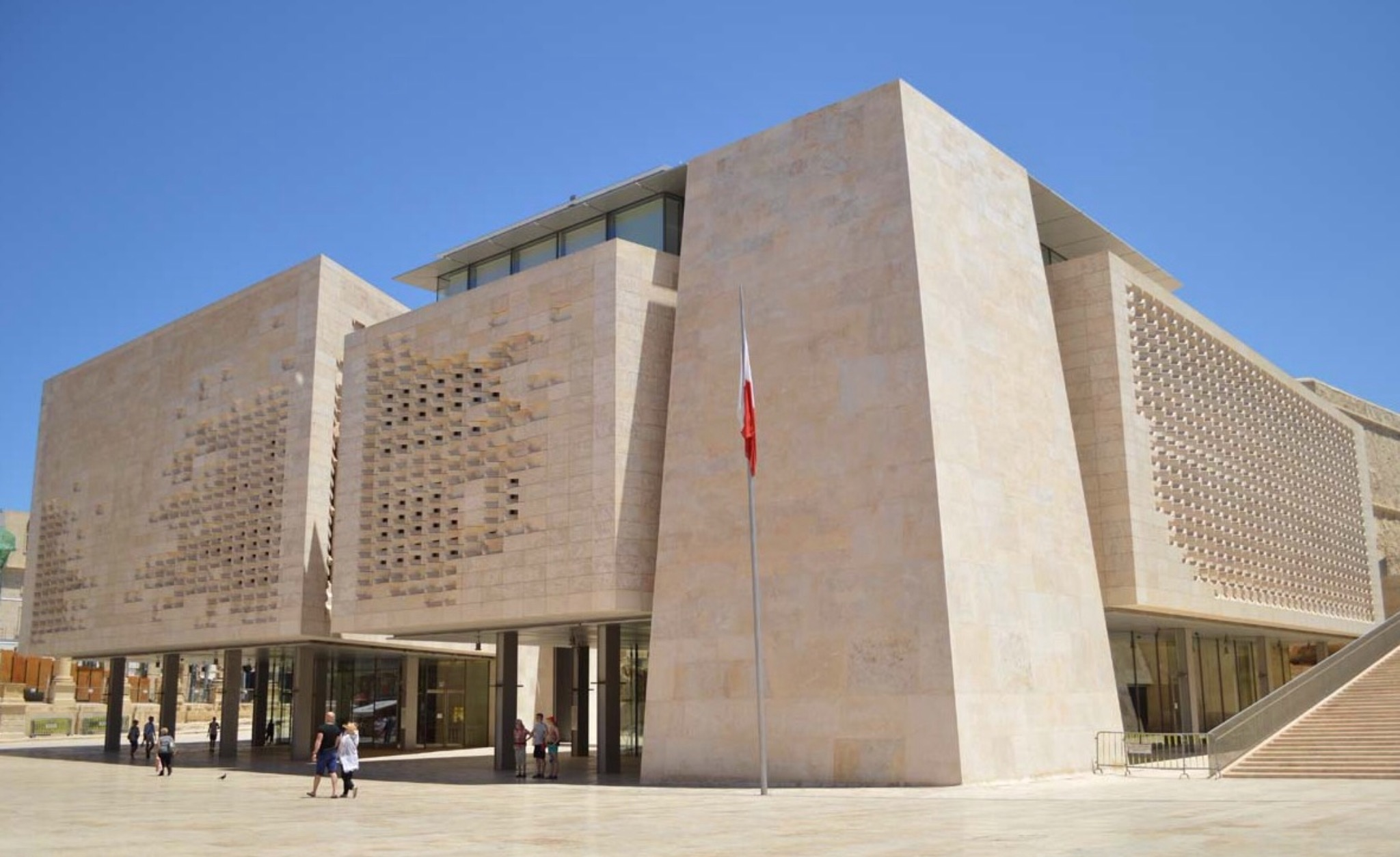
Будинок парламенту, Ренцо Піано
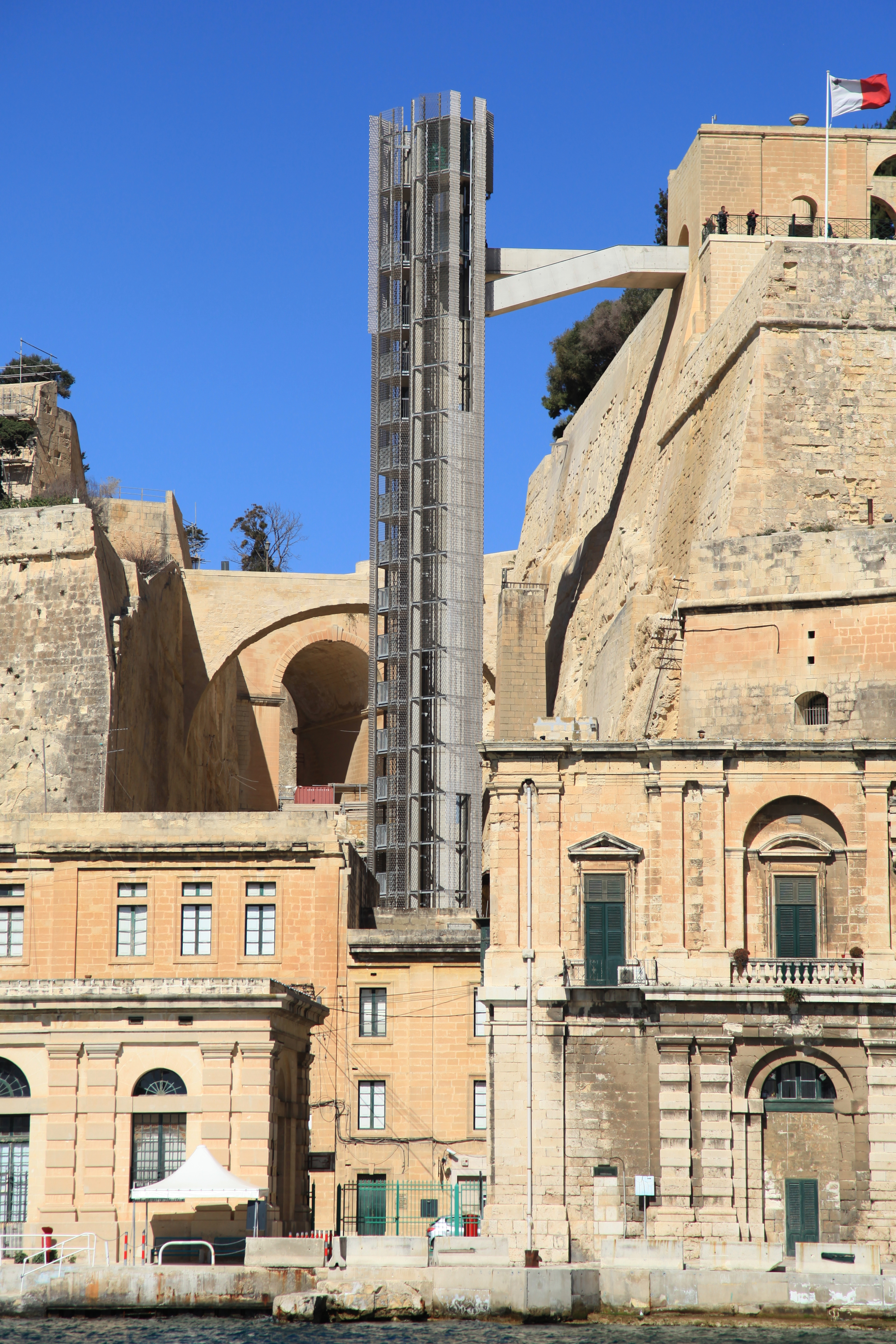
Ліфт Барракка від Architecture Project Valletta
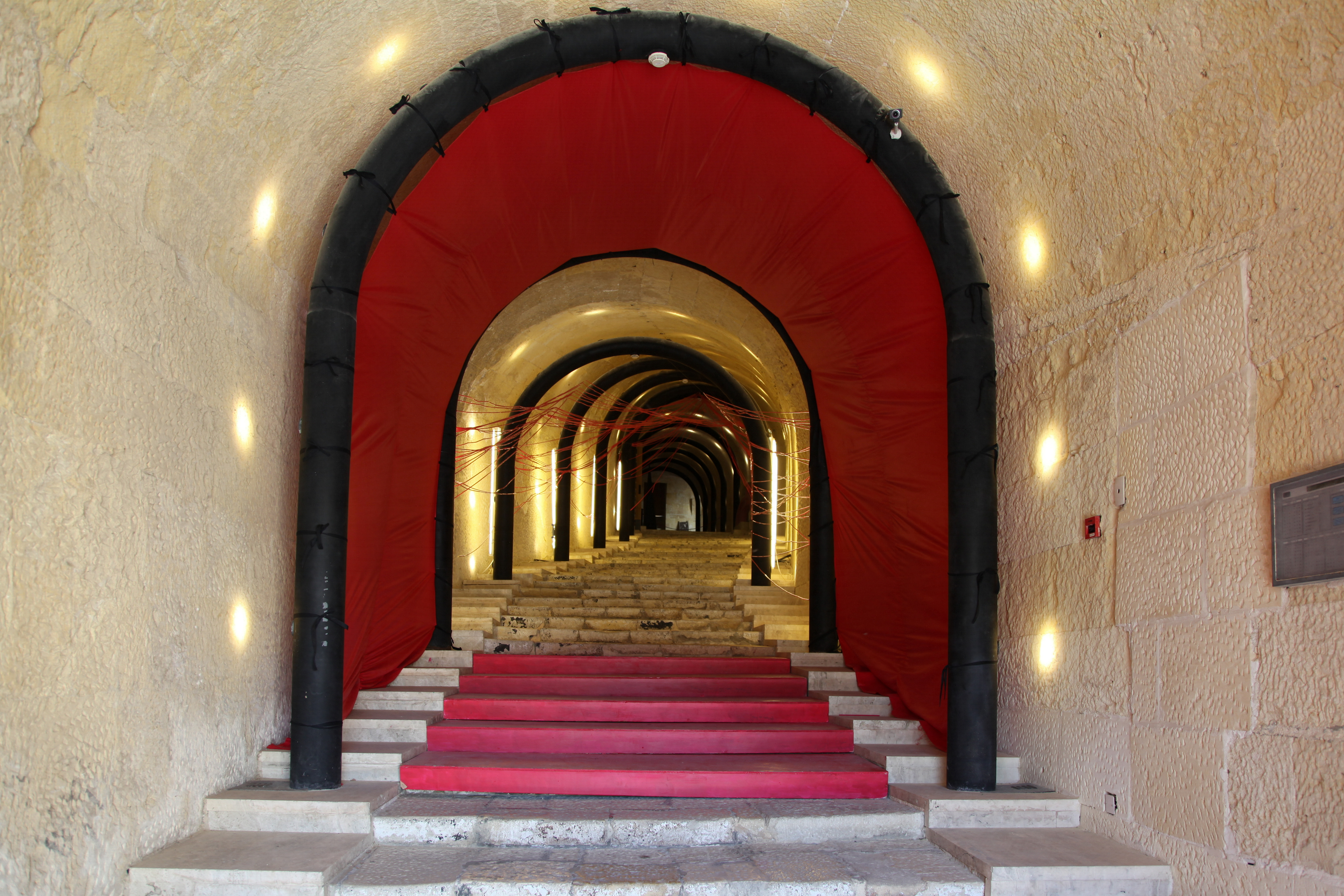
Центр творчості у Бастіоні св. Якова,Річард Інгленд
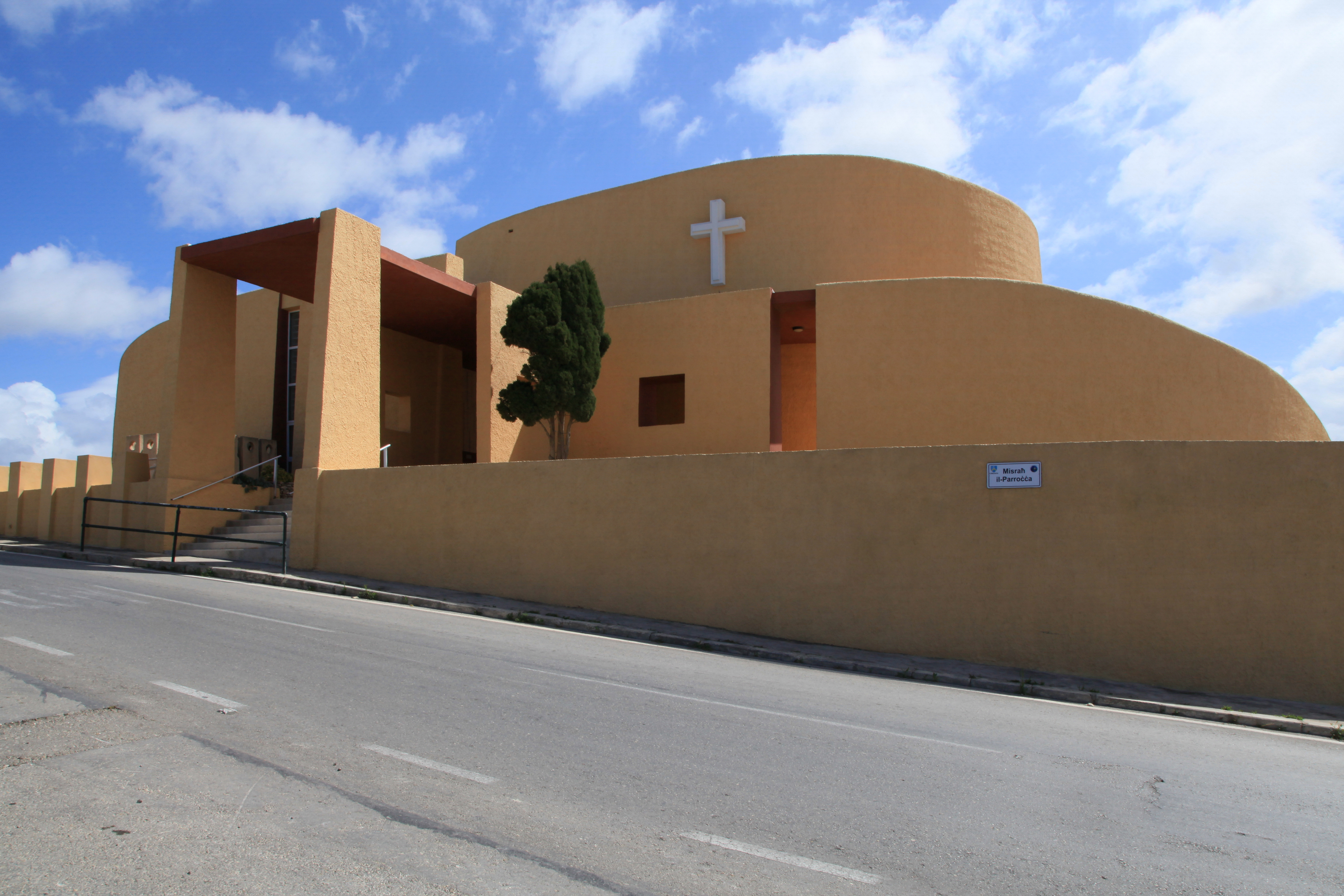
Церква Манікати,Річард Інгленд
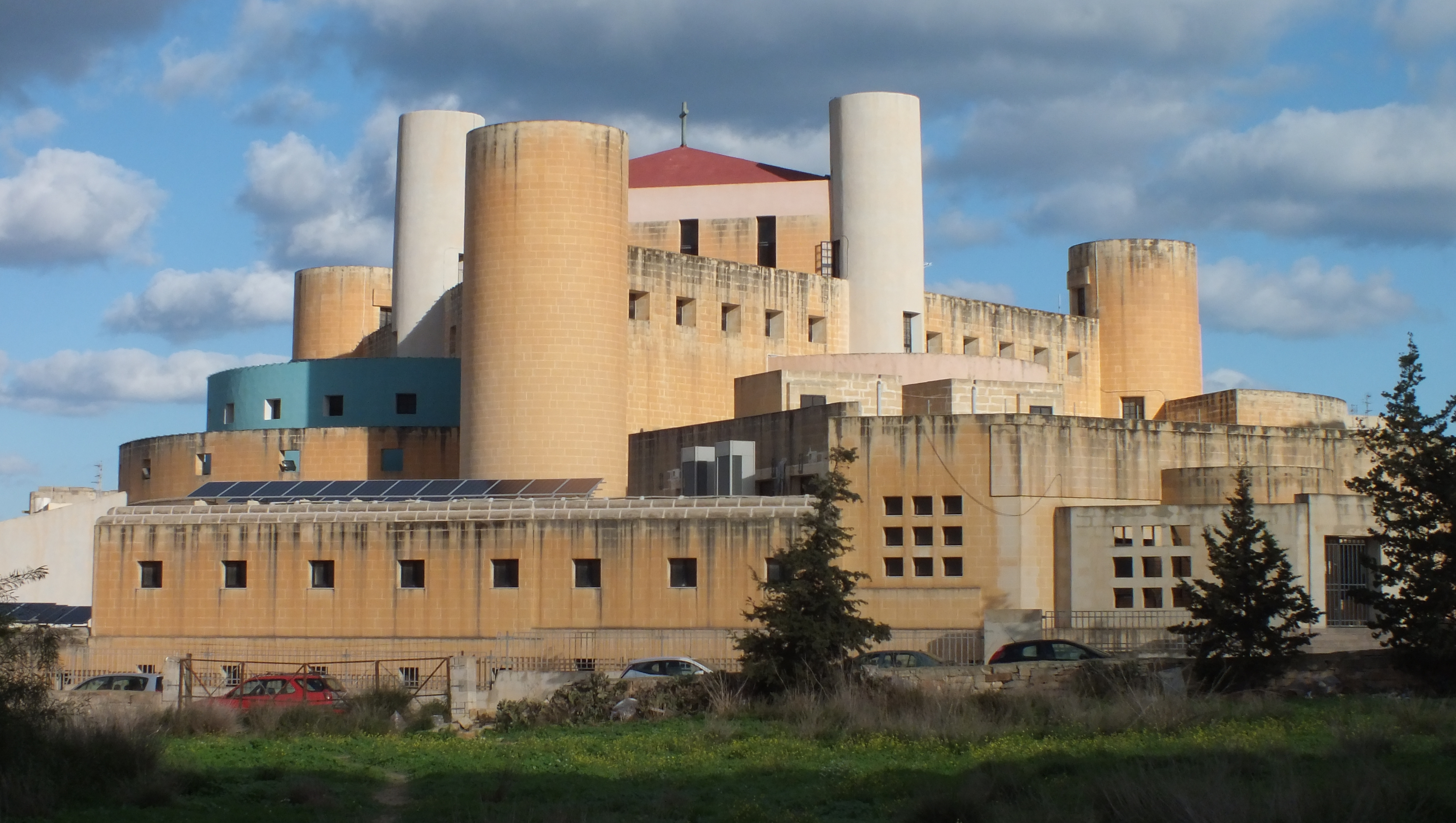
Церква Святого Франциска Ассізького у Каврі, Річард Інгленд

## Видатні мальтійські архітектори
- Джованні Аттард (бл. 1570—1636)
- Джованні Барбара (1642—1728)
- Андреа Беллі (1703—1772)
- Джузеппе Бонавіа (1821—1885)
- Джузеппе Бонічі (1707—1779)
- Антоніо Качіа (1739—1813)
- Доменіко Качіа (бл. 1690—1761)
- Мікеле Качіа (1760—1839)
- Джироламо Кассар (бл. 1520– бл. 1592)
- Вітторіо Кассар (бл. 1550– бл. 1609)
- Цезар Кастеллані (помер 1905)
- Джузе Дамато (1886—1963)
- Тумас Дінґлі (1591—1666)
- Сальватор Еллул (1891—1961)
- Річард Інгленд (нар. 1937)
- Антоніо Фальсон (16 століття)
- Лоренцо Гафа (1639—1703)
- Емануель Луіджі Галіціа (1830—1907)
- Карло Гімах (1651—1730)
- Джорджіо Грогне де Вассе (1774—1862)
- Джозеф Г. Хантінгфорд (1926—1994)
- Джузеппе Псайла (1891—1960)
- Джорджіо Пуллічіно (1779—1851)
- Джорджіо Костянтіно Схінас (1834—1894)
- Джозеф М. Спітері (1934—2013)
- Андреа Вассалло (1856—1928)
- Густаво Р. Вінченті (1888—1974)
- Франческо Зерафа (1679—1758)